# Convenția militară de la Belgrad din 13 noiembrie 1918
Convenția militară de la Belgrad din 13 noiembrie 1918 a reprezentat o convenție militară de armistițiu semnată între țările aliate câștigătoare în Primul Război Mondial – reprezentate de generalul Louis Franchet d'Esperey și guvernul ungar al contelui Mihály Károlyi, instaurat după Revoluția Crizantemelor. Aceasta a individualizat pentru Ungaria – în calitate de stat succesor al Austro-Ungariei, condițiile de armistițiu stabilite prin Armistițiul de la Villa Giusti din data de 3 noiembrie 1918. 
Semnarea unui acord militar cu partea franceză a devenit o prioritate pentru Ungaria în momentul în care trupele Aliaților s-au aflat la granițele sale. După ce o serie de condiții prealabile care au vizat neutralizarea forțelor militare maghiare au fost acceptate de Ungaria, o delegație condusă de primul ministru Károlyi s-a deplasat la Belgrad pentru discuții, acestea fiind începute la data de 7 noiembrie. În tot acest timp, unitățile militare ale Aliaților din Balcani împreună cu armatele statelor succesoare ale Austro-Ungariei, și-au continuat ofensiva și au trecut granița ungară. După intrarea sârbilor în Banat și Voivodina însă, avansul cehilor în Slovacia precum și instituire unei blocade de către aceștia împreună cu polonezii în ceea ce privește resursele de cărbune german necesare Ungariei, a determinat sfârșitul politicii pacifiste maghiare.
Guvernul maghiar, urmărind cu predilecție menținerea pe cât posibil a integrității teritoriale a propriului stat, a încercat să joace cartea de reprezentare a unei țări neutre, ruptă de trecutul Dublei Monarhii și care a adoptat principiile wilsoniene. Dorind să dea viitoarei înțelegeri caracter politic, delegația s-a recomandat ca reprezentând poporul ungar, a solicitat sistarea blocadei asupra livrărilor de cărbune german și a cerut ca eventualele trupe de ocupație să nu fie sârbe, cehe sau române. De asemenea, a solicitat sprijin pentru noul guvern și recunoașterea diplomatică a noului stat, acceptând dreptul Conferinței de Pace de a decide în privința formării statului ceh și iugoslav, precum și în chestiunea naționalităților.
De cealaltă parte, prin intermediul comandantului șef al armatelor aliate din Orient, Consiliul Suprem Aliat a avut în minte în mod primordial posibilitatea de a ataca Imperiul German de pe teritoriul austriac. Francezii au dorit să dea înțelegerii un caracter exclusiv militar, să preia controlului asupra căilor fluviale și asupra celor ferate, precum și să protejeze aliatul sârb, acceptând că delegația  reprezintă exclusiv poporul maghiar, nu și pe celelalte naționalități din Ungaria. Tratamentul asigurat Ungariei a fost acela al unei țari învinse, care fiind de aceeași parte cu Germania urma să împartă egal responsabilitatea și consecințele războiului.

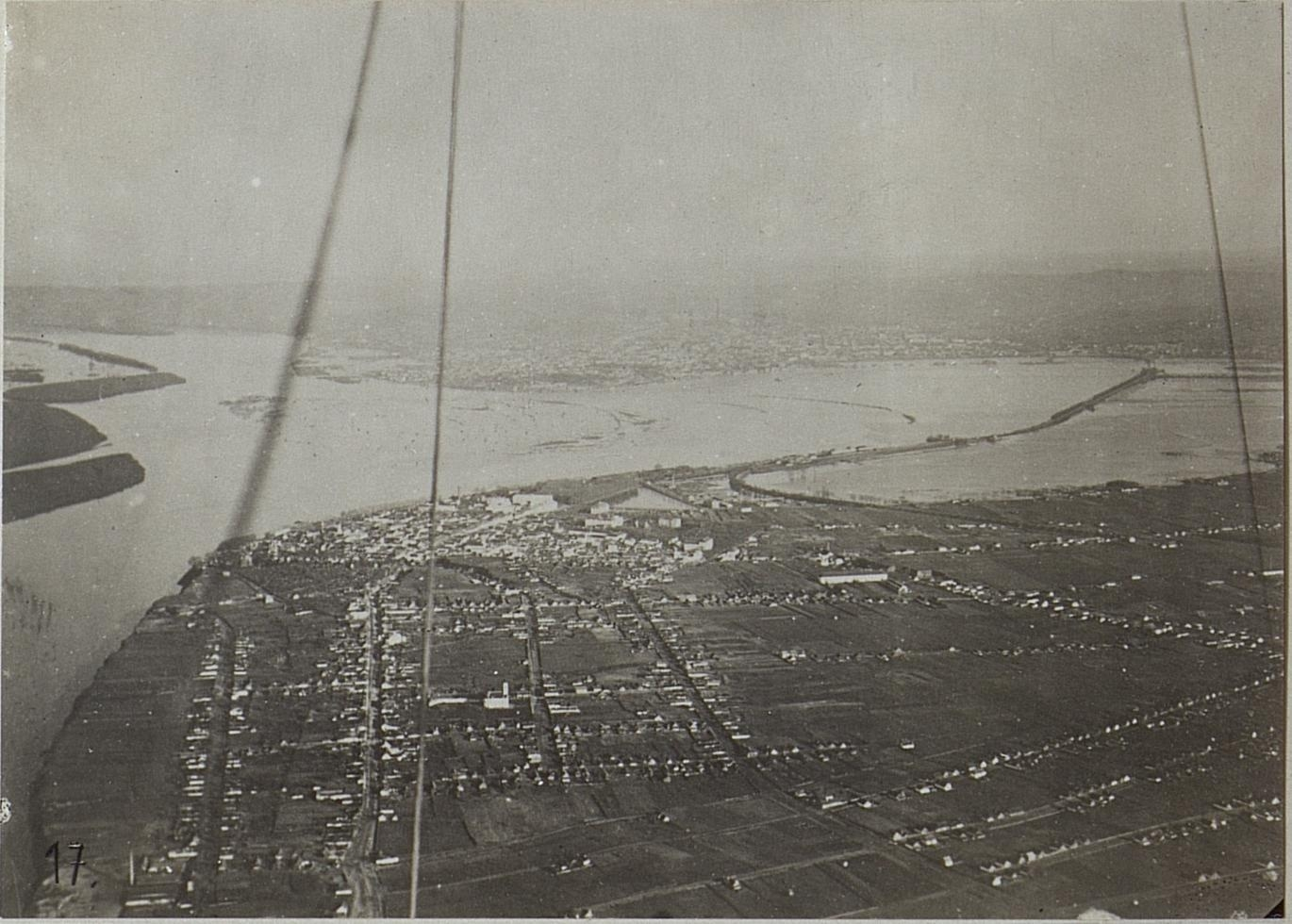
Imagine aeriană a Belgradului, în al patrulea an de război

Delegației venită să negocieze i s-au înmânat 18 condiții de armistițiu, considerate de către reprezentanții maghiari extrem de grele. Aceste condiții au fost modificate într-o oarecare măsură dar nu în mod fundamental, iar în seara zilei de 13 noiembrie 1918 convenția militară a fost semnată de ambele părți.
O linie de demarcație militară între trupele aliate și cele maghiare a fost stabilită în interiorul teritoriului ungar, trupele Budapestei trebuind să se retragă la nord de aceasta. Guvernul ungar s-a bazat pe ideea că linia de demarcație va rămâne în vigoare până la negocierea unui tratat de pace și că Budapesta a rămas în continuare autoritatea legală destinată pentru toate părțile țării, inclusiv a celor aflate la sud de linia de demarcație. Aliații urmau să nu se amestece în administrarea internă a statului ungar. A fost creată o comisie de supraveghere sub forma unei Misiuni Aliate la Budapesta, cu a cărei conducere a fost însărcinat locotenent-colonelul Fernand Vix. 
Așa cum a fost întocmită, această convenție a reprezentat factorul determinant care a scos în evidență stările conflictuale dintre statele succesoare și Ungaria, precum și dintre Regatul României și Regatul Serbiei. 
- Linia de demarcație stabilită satisfăcea complet revendicările naționale sârbe, în timp ce teritorile românești revendicate de Regatul României erau tăiate în două după o linie similară care nu respecta interesele românești și nici drepturile recunoscute de către Aliați românilor în anul 1916.
- Exercitarea autorității organelor naționale românești și cehoslovace a fost mult îngreunată, datorită faptului că administrația din teritoriul evacuat urma să rămână sub controlul guvernului budapestan.
- Pentru a-și păstra o mobilitate crescută în ceea ce privește capacitatea de intervenție militară în Banat, sârbii au folosit Convenția ca alibi și ca procedeu de legitimare.
- Textul negociat nu a inclus referiri la situația teritriilor slovace.

Pe fondul slăbiciunii militare a Ungariei, statele din jurul acesteia au ignorat semnarea convenției și au făcut demersuri diplomatice, politice și militare pentru a-și extinde controlul asupra tuturor teritoriilor pe care și le-au dorit incluse. Aceasta s-a făcut chiar dacă a implicat trecerea manu militari a liniei de demarcație și au atras neplăcerea puterilor occidentale în fața politicii faptului împlinit. Acordul militar de la Belgrad a căpătat astfel un statut de provizorat, statut căruia i s-a raliat în cele din urmă și Conferința de Pace. 
- În nord prin Anexa Beneš-Foch zona slovacă a fost inclusă teritoriului ocupat de trupele aliate. Modificare a fost acceptată de către guvernul maghiar în urma stabilirii unei linii de demarcație în acest areal de către Consiliul Interaliat de la Versailles, la data de 22 decembrie 1918.
- La 26 februarie 1919, Conferința de la Versailles a trasat o nouă linie de demarcație ungară-română aflată mai la vest, comunicarea acesteia luând forma a ceea ce a fost cunoscut ulterior drept Memorandumul Vix. Decizia însă nu a fost aceptată de către oficialii maghiari.

Incapacitatea Antantei de a respecta acordurile încheiate precum și avansul pe teren al trupelor române au determinat guvernul ungar să ia în considerare posibilitatea de rezistență armată, iar cabineul Károlyi a demisionat în martie 1919, fiind proclamată Republica Sovietică Ungară. Politica Aliaților față de statul maghiar și relativizarea convenției alături de dezmembrările teritoriale ale Ungariei s-au asociat pe planul intern al acesteia unui haos economic, care a condus în timp la schimbarea alianțelor politice ale statului ungar și la comunism. Noul regim a căutat să colaboreze militar cu Rusia bolșevică printr-o alianță ofensivă și defensivă și s-a considerat în stare de război cu Cehoslovacia și România.

## Context

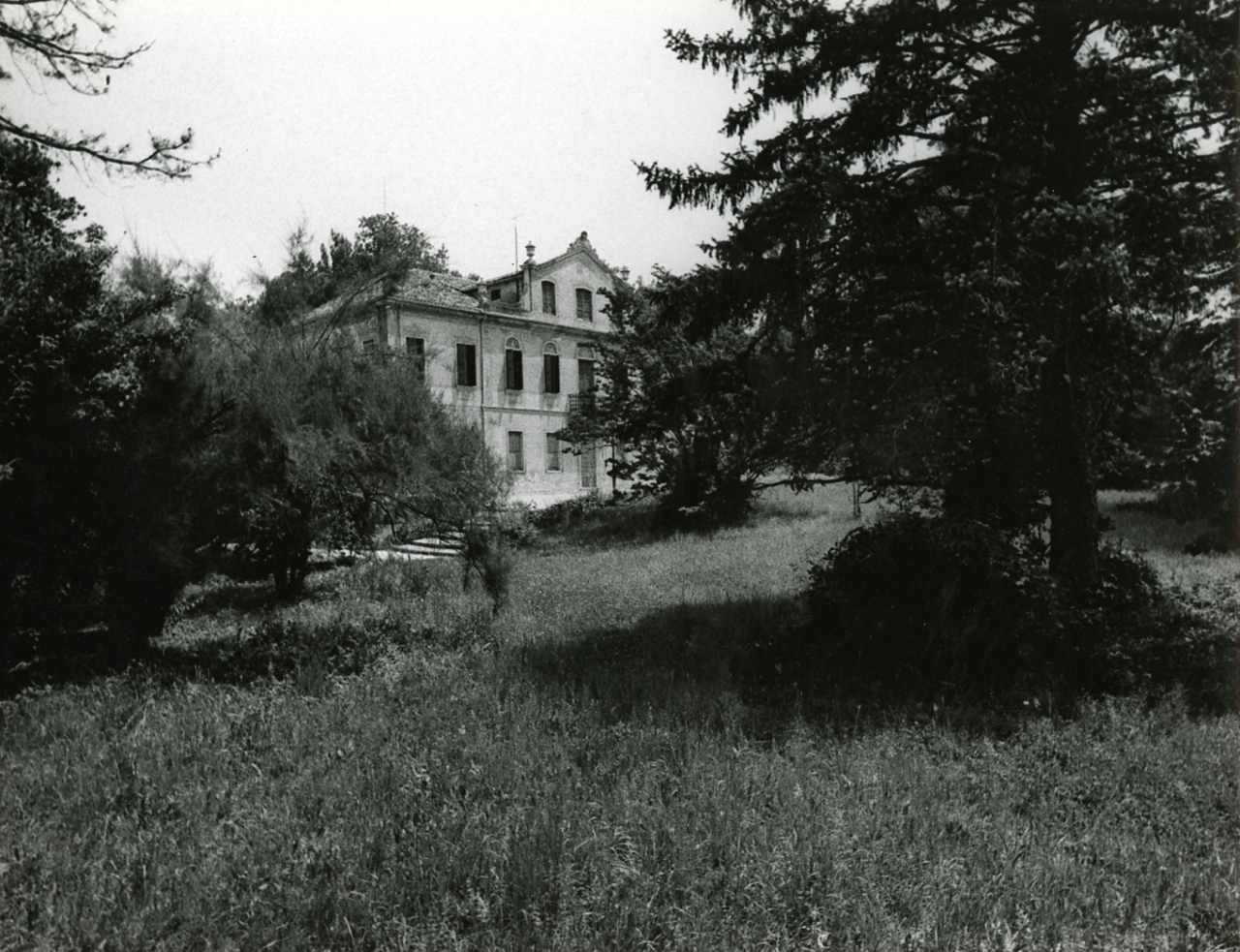
Villa Giusti (aici în 1967)

Dezmembrarea Imperiului Austro-Ungar s-a asociat cu o situație confuză din punct de vedere politic și administrativ, determinând ca expunerea și aplicarea clauzelor de încetare a ostilităților militare să se facă pe un fundal nedefinit. Din punct de vedere al Aliaților, Ungaria –  deși declarată independentă de Monarhia Bicefală, a fost legată de acordul de încetare a focului semnat de fostul stat, acord care a specificat o reducere a armatei austro-ungare și a stabilit o zonă de ocupație militară.
Ca atare, deoarece prevederile Armistițiul de la Villa Giusti din data de 3 noiembrie 1918 nu urmau să fie aplicate pe Frontul din Balcani, Convenția poate fi considerată o anexă a respectivului document.

### Ungaria

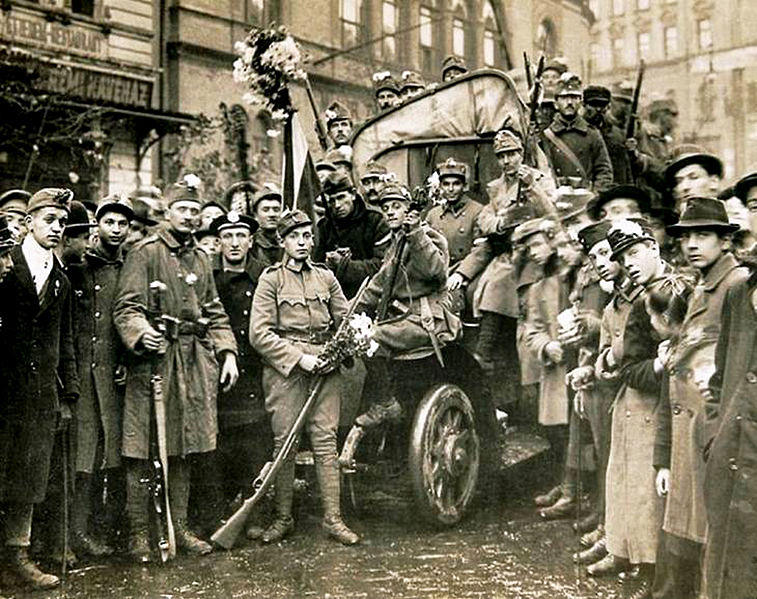
Trupe revoluționare ungare, purtând crizanteme pe 31 octombrie 1918

După Revoluția Crizantemelor, la putere a venit în Ungaria în data de 18/31 octombrie un guvern condus de Mihály Károlyi, iar la 16 noiembrie statul ungar și-a proclamat independența devenind republică. Este de menționat că pe parcursul negocierilor de armistițiu duse de Monarhia Austro-Ungară la Padova, guvernul Karolyi temându-se trădarea interesului Ungariei, a contestat încă din 1 noiembrie dreptul comandamentului militar al Austro-Ungariei de a negocia în numele statului maghiar, iar noul ministru al apărării, pacifistul Béla Linder, a ordonat retragerea imediată a trupelor ungare de pe toate fronturile și depunerea armelor.[A]  De asemenea maghiarii și-au exprimat intenția de a solicita ocuparea Ungariei de către trupe franceze și engleze. Ceea ce a ignorat însă guvrnul Károlyi, a fost însă faptul că armistițiul deja semnat în numele Austro-Ungariei în Italia oferise o asigurare a frontierelor deja existente ale Ungariei, fără Croația.

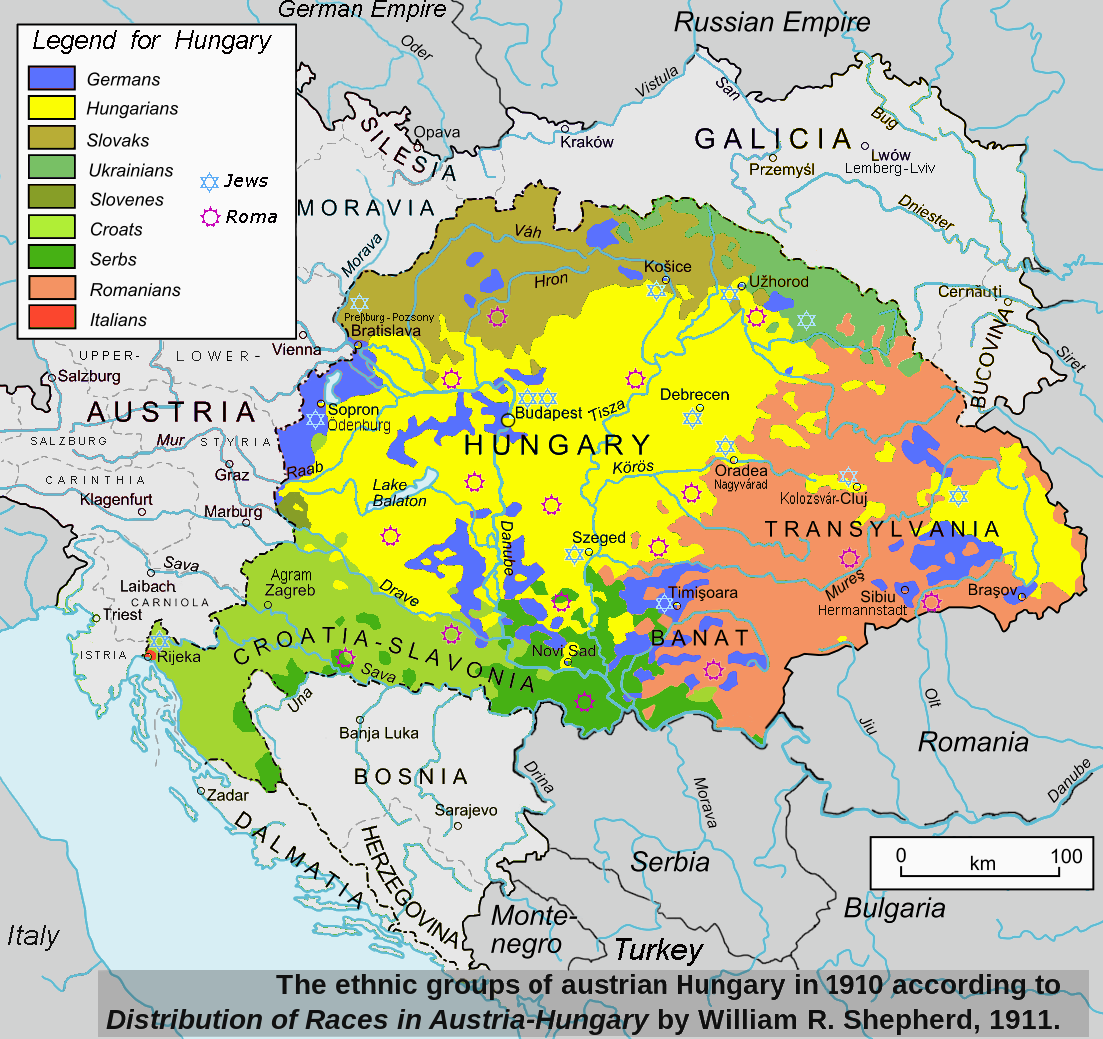
Harta etnică a Ungariei în 1910

Guvernul maghiar a încercat să joace cartea de reprezentare a unei țări neutre, ruptă total cu trecutul Dublei Monarhii și care a adoptat principiile wilsoniene, emițând cu această ocazie pretenția unor noi negocieri de armistițiu din perspectiva unei națiuni tinere. Solictarea ungară a fost admisă de decidenții de la Paris și generalul Franchet d'Esperey a fost mandatat drept emisar negociator al Aliaților, pentru a adapta și a armoniza la context, clauzele de armistițiu conform celor parafate de generalul Armando Diaz pe Frontul din Italia. De asemenea, a fost nevoie de clarificări suplimentare legate de teritoriul pe care ar fi urmat să se retragă trupele germane comandate de August von Mackensen, în momentul începerii tratativelor Germania aflându-se încă în luptă.
Dorința lui Károlyi a fost aceea de a salva cât mai mult din teritoriul statului, amăgindu-se cu iluzia bunăvoinței Antantei față de noul său guvern antimilitarist și doritor de pace. De asemenea, primul ministru ungar s-a bazat pe pozițiile sale anterioare împotriva războilui și a alianței cu Germania, precum și pe dorința exprimată de alianță cu Antanta. În data de 1 noiembrie, noul guvern ungar a decis să trimită plenipotențiari la Praga, Belgrad, Viena și Zagreb, subliniind că noua Ungarie este neutră și prietenă cu Antanta. Este de menționat că la sfărșitul Marii Conflagrații, în Ungaria nu a existat o viziune realistă asupra ostilității cu care statul maghiar era privit, iar speranțele privind reevaluarea perspectivelor pe care Puterile învingătoare le aveau asupra regiunii, au fost alimentate de dizolvarea monarhiei habsburgice și de revoluția ungară. De asemenea, noua optică a cabinetului maghiar în ceea ce privește naționalitățile a alimentat speranța în șansa unor negocieri interne menite să conserve integritatea statului, negocieri care nu au dus la un rezultat palpabil.
Suplimentar, opțiunile de politică externă ale guvernului Károlyi au fost extrem de reduse, pentru a fi conservată integritatea teritorială putându-se alege doar între reluarea ostilităților împotriva Marilor Puteri precum și a aliații lor central și est-europeni și, încrederea în bunăvoința Occidentului. Prima variantă nu a fost o opțiune reală, deoarece armata ungară în câteva zile de la încheierea armistițiului de la Villa Giusti a încetat să mai fie o forță care să conteze. Aceasta s-a întâmplat deoarece soldații ei au dezertat cu miile și s-au întors acasă în debandadă, fie spre sate mânați de știrile privind iminența reformei agrare, fie spre orașe pentru a îngroșa rândurile revoluționarilor. În plus, chiar dacă o forță armată ar fi putut fi reconstituită, Ungaria ar fi trebuit să facă față unor inamici veniți din trei direcții.

### Marile Puteri învingătoare

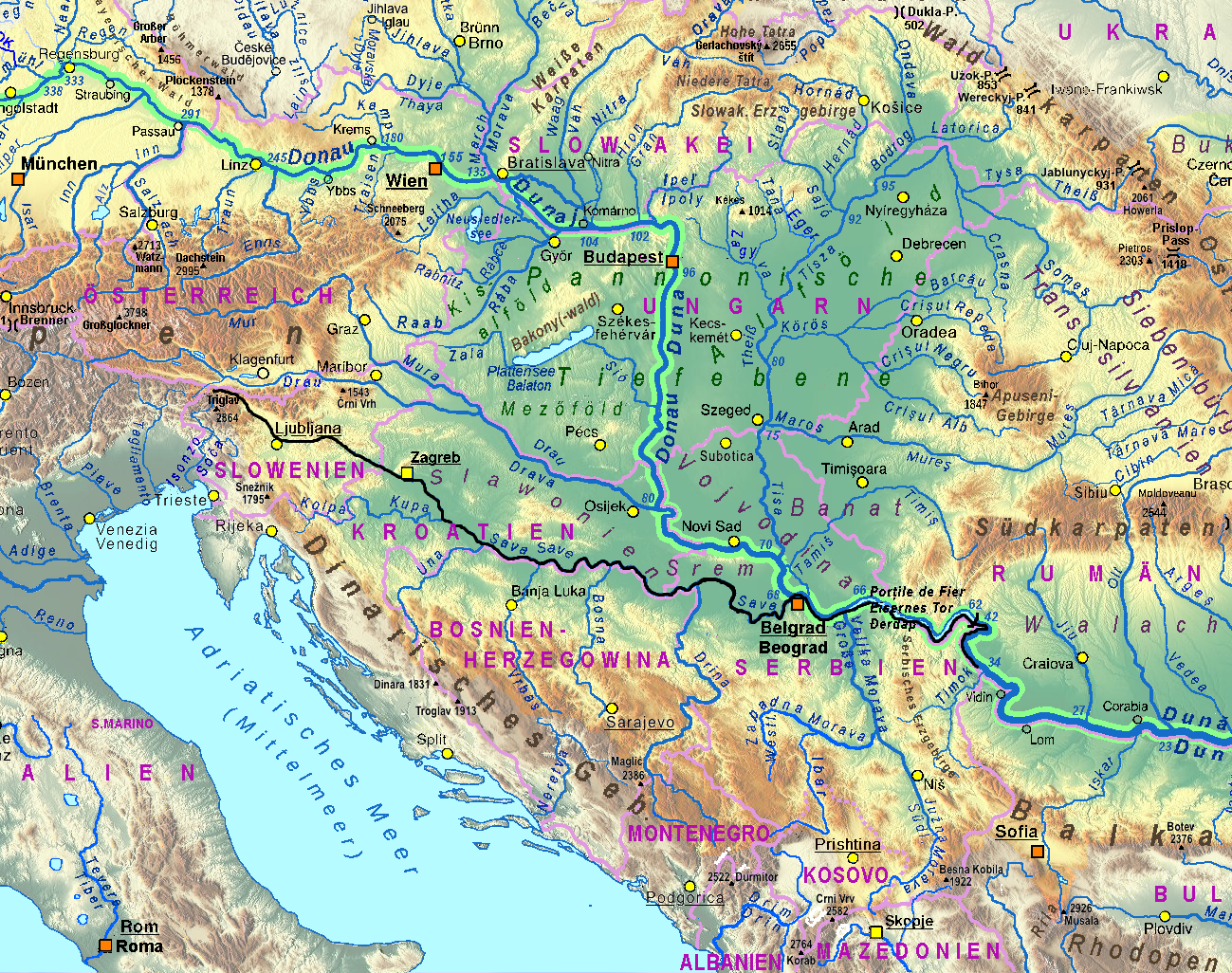
Figurat cu negru: aliniamentul Sava-Dunăre până la granița dintre Serbia și Bulgaria

Pentru Consiliul Suprem Aliat, considerentul primordial la acel moment a fost posibilitatea de a ataca Imperiul German de pe teritoriul austriac. Prevederile armistițiului nu au luat astfel în calcul o ocupație militară a Ungariei înaintea negocierilor de pace. Omisiunea a părut avantajoasă pentru statul maghiar, dar a fost fără consecințe practice, deoarece unitățile militare ale Aliaților din Balcani și cele ale statelor succesoare ale Austro-Ungariei au continuat să înainteze și au trecut granița Ungariei.

### Ocuparea sudului Ungariei de către sârbi

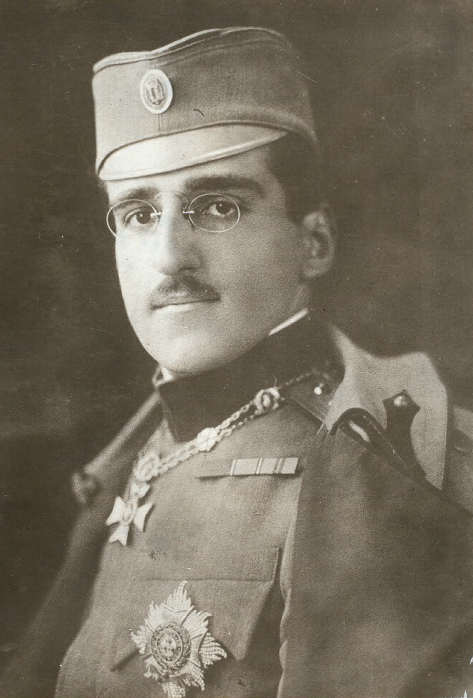
Regentul sârb Alexandru

După ce a fost străpuns frontul la Salonic și pe 29 septembrie 1918 Bulgaria a capitulat,  bătălia pentru Serbia a fost câștigată în momentul în care armatele I-a și a II-a sârbe formate din 7 divizii, au atins în Voivodina aliniamentul Sava-Dunăre la 1 noiembrie. Deja din 30 octombrie generalul Franchet d'Esperey comunicase comandantului șef al armatelor sârbe că, acesta poate să lase câteva mici subunități de soldați să traverseze cât de curând posibil cele două cursuri de apă, pentru a putea fi comunicat că armatele aliate au intrat deja pe teritoriul Austro-Ungariei.
La 29 noiembrie parlamentul croat a proclamat secesiunea față de Monarhia Dualistă și croații împreună cu Dalmația, Slavonia și Rijeka  și-au anunțat disponibilitatea de a forma împreună cu slovenii și sârbii un stat multinațional. Între timp mareșalul Živojin Mišić, comandantul armatei sârbe, a primit o telegramă de la primul ministru sârb aflat în exil la Paris, în care acesta l-a informat că un armistițiu cu Austro-Ungaria va fi în curând semnat și l-a îndemnat să se grăbească să-și împingă trupele să intre în teritoriile Bosniei, Banatului, Sremului și în orice alte teritorii austro-ungare ar mai fi putut.
Pe 3 noiembrie conducătorul suprem al trupelor sârbe l-a făcut atent pe comandantul Armatei I sârbe, că România are ochii ațintiți spre Banat și că este imperativ ca trupele Regatului Sârb să atingă pe cât posibil mai rapid aliniamentul Biserica Albă (sârbă Bela Crkva) - Vârșeț (sârbă Vršac) - Timișoara (maghiară Temesvár), pentru a preveni intrarea trupelor române pe teritoriul bănățean. Tot la 3 noiembrie regentul sârb Alexandru a anunțat intenția Serbiei de a ocupa sudul Ungariei și în aceeași zi d'Esperey a ordonat ca soldații sârbi să avanseze în teritoriile Dublei Monarhiei asupra cărora se simt îndreptățiți, iar la data de 4 noiembrie 1918 Consiliul Național din Zagreb a chemat  trupele sârbe să intre pe teritoriul croat. Ca efect, la data de 5 noiembrie au fost trimise peste Dunăre primele detașamente sârbe de recunoaștere.

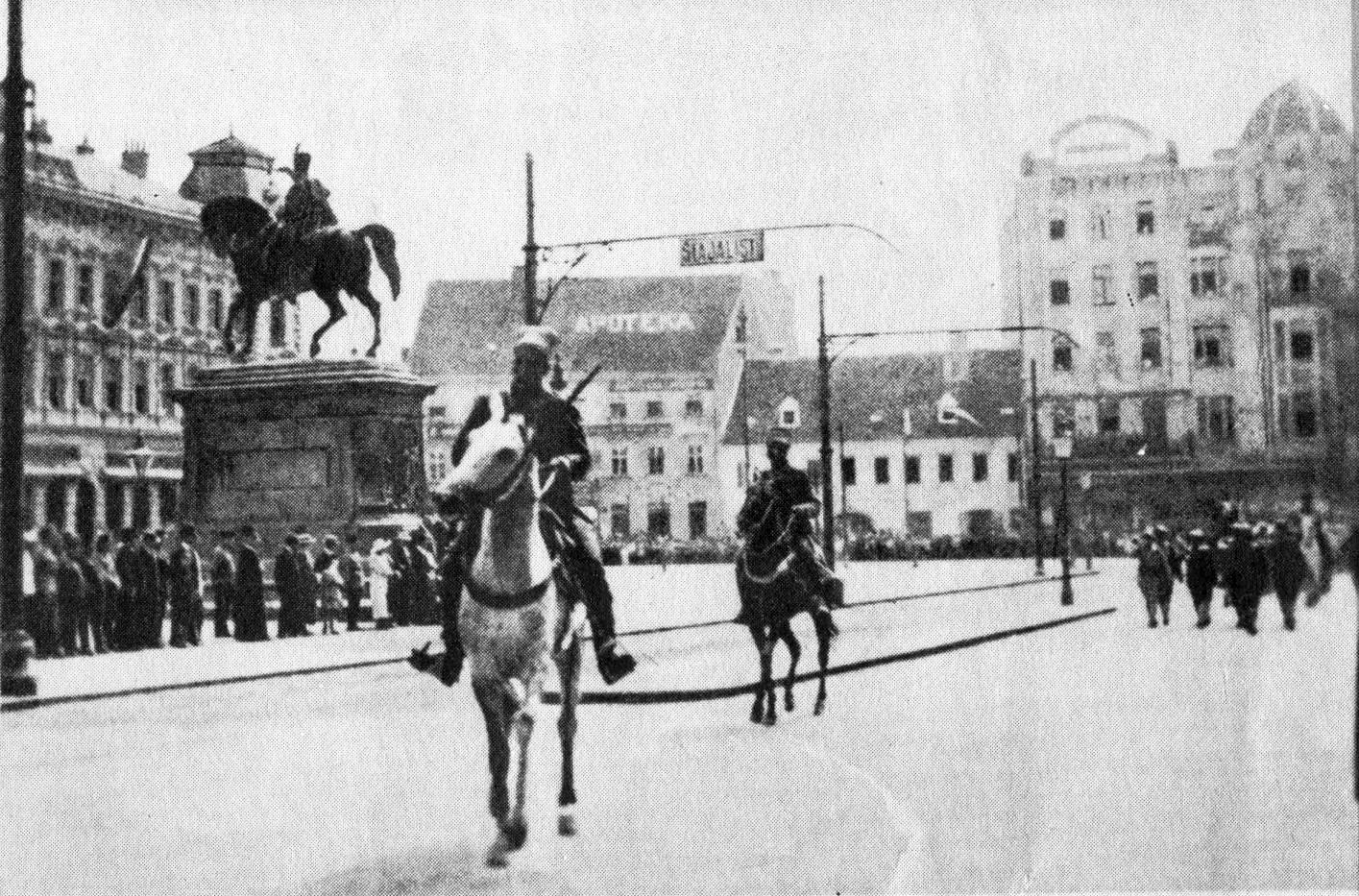
Intrarea armatei sârbe în Zagreb

Regatul Sârb a dorit să exploateze contextul creat de negocierile dintre guvernul ungar și d'Esperey, astfel că legal fiind încă în stare de război cu Ungaria, sârbii și-au trimis primele mari unități militare peste Dunăre în ziua de 7 noiembrie, ziua în care Károlyi a ajuns la Belgrad. Dintre aceste mari unități numai 3 divizii au putut fi utilizate pentru ocuparea teritoriilor maghiare, deoarece forțele Armatelor I și a II-a au fost insuficiente pentru a putea securiza zona extinsă a Voivodinei. În cea mai mare grabă, evitând conflictele cu unitățile maghiare și germane aflate în retragere și ocolind centrele de populație, trupele sârbe au fost dirijate spre linia de demarcație propusă. Aflate în mișcare, acestea au primit ordine pentru a ajuta eventualele detașamente cehoslovace, iar ofițerii lor au fost instruiți să se abțină de la orice convorbire cu tentă politică.
La 11 noiembrie a parvenit la Belgrad știrea capitulării germane, precum și ordinul mareșalului Foch de încetare a ostilităților. Conform detaliilor asociate respectivului ordin, trupele Aliate ar fi urmat să nu înainteze dincolo de aliniamentul atins la ora 11 a a zilei de 11 noiembrie, în lipsa unui alt ordine în acest sens. Opinia verbală a lui d'Esperey transmisă sârbilor prin șeful său de stat major, a fost că acest ordin se referea inclusiv la Ungaria, dar interpretarea sârbilor a fost că dată fiind absența unui răspuns actual de la Paris în ceea ce privește acceptarea de jure a armistițiului negociat, suspendarea ostilităților nu are de ce să împiedice Serbia să ocupe în continuare teritorii și dintre acestea, în mod special Banatul. Linia de demarcație propusă a fost atinsă astfel de sârbi înainte de data de 13 noiembrie, iar în ziua semnării Convenției au fost ocupate Zombor, Szabadka și Baja.

### Slovacii din nord
La 15 octombrie 1918 francezii au recunoscut guvernul provizoriu ceh. După ce pe 28 octombrie a avut loc la Praga o lovitură de stat naționalistă, la 30 octombrie declarația Consiliului Național Slovac de la Turócszentmárton de unire a slovacilor cu cehii, a consolidat legal pretențiile cehe asupra părții nordice a statului maghiar și a avut o mare valoare propagandistică.

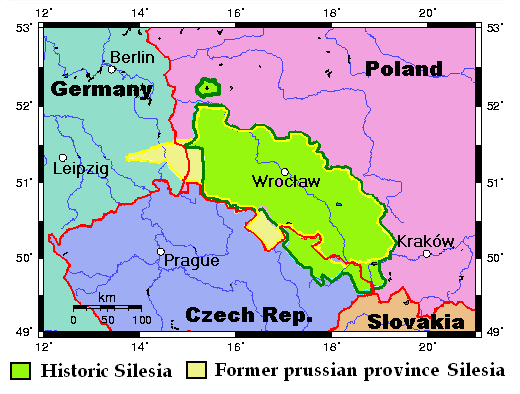
Silezia, astăzi

La începutul lunii noiembrie, cehii au instituit o blocadă asupra Ungariei în ceea ce privește resursele de cărbune din Silezia (necesare traficului feroviar), având ca motiv continuarea aprovizionării trupelor germane de pe teritoriul maghiar. De asemenea, încă din timpul negocierilor duse pentru armistițiu aceștia au intervenit militar în zonele aflate sub sub suveranitatea ungară și au început ocuparea de teritorii în Slovacia, în pofida opoziției maghiare. După ce au trimis începând cu 4 noiembrie ce trupe au putut strânge și unități de jandarmi să ocupe câteva districte slovace vestice, la 11 noiembrie un efectiv de aproximativ 4.000 de soldați au atacat în nord-vest pentru a sonda apărarea maghiară. Guvernul ungar a contraatacat militar eficient în regiunile Bratislavei (maghiară Pozsony) și Nitrei (maghiară Nyitra) și a remis o notă de protest guvernului ceh. Tot la 11 noiembrie – ca efect al acțiunii cehilor, într-un discurs de politică externă Karolyi a anunțat că politica pacifistă a luat sfârșit și că armata maghiară s-a oprit din dezarmare, fiind gata să apere teritoriul național prin acțiuni de forță militară.
La data de 6 noiembrie, trupe poloneze au ocupat Sentra Hora, partea superioară a comitatului Spiš (maghiară Szepes) și Jabłonka.

## Negocierile

### Preambulul

#### Atitudinea Ungariei
Posibilitatea viitoarelor operațiuni aliate din Ungaria împotriva germanilor, cu care Aliații erau încă în război, a provocat guvernul maghiar temerea că dacă trupele sârbe sau cehoslovace vor intrat Ungaria odată cu cele franceze, vor încerca să ocupe și în cele din urmă să anexeze mari porțiuni din teritoriul statului. Cu scopul de a preveni acest lucru, noul Ministru de Război Béla Linder i-a cerut la data de 5 noiembrie contelui von Furstenberg – consulul german la Budapesta, retragerea imediată a trupelor germane.
Ca efect al politicii Italiei de a limita aspirațiile teritoriale ale Serbiei și din dorința de a face o înțelegere cu Ungaria în privința revenirii portului ungar Fiume italienilor, un reprezentatant al Înaltului Comandament italian a oferit lui Karoly posibilitatea ca Ungaria să fie ocupată de trupe italiene. Acestea ar fi sprijinit noul guvern maghiar, iar diplomații italieni ar fi urmat să limiteze la Conferința de Pace pretențiile sârbilor. Odată însă cu preluarea comenzii supreme pe toate fronturile de către mareșalul Ferdinand Foch la data de 4 noiembrie, rolul militar important la Italiei s-a apropiat de final, în contextul în care Franța se constituise în sprijinitoare a Regatului Sârb.
Vezi aspecte asociate acestui subiect la Legiunea Voluntarilor Români din Italia#Dificultăți politice și diplomatice
Numirea lui Foch și faptul că trupele acestuia se aflau deja la granița Ungariei, au presat în direcția unei decizii spre semnarea unui acord militar cu partea franceză, astfel că guvernul maghiar a decis să-i trimită reprezentanți acestuia. La 3 noiembrie locotenent-coloneii Koslovány și Dormanti – ofițeri ai Statului-Major General maghiar s-au prezentat la cartierul general al diviziei sârbe de Dunăre, cu mandat din partea ministrului de război maghiar și autorizare din partea comandantului suprem ala Armatei Austro-Ungare – feldmareșalul Kövess, de a deschide negocieri de armistițiu. Cei doi au declarat că Austro-Ungaria nu mai există și că în locul ei se formează noi state independente: Austria, Ungaria, Cehoslovacia și Yugoslavia. În același timp, un alt emisar a ajuns de la Visegrád pentru a deschide convorbiri de armistițiu, pe fronul Armatei a II-a sârbe.

#### Condițiile prealabile deschiderii unor negocieri
În acest context, șeful de stat-major al lui d'Esperey i-a instruit pe sârbi să înainteze celor 3 și în același timp oricui ar mai fi venit cu aceleași intenții, șase condiții prealabile pentru a putea fi deschise negocierile de armistițiu. La 4 noiembrie aceste condiții au fost formulate. În replică, Mišić și Comandamentul Suprem sârb împreună cu regentul Alexandru au insistat în mod particular asupra a șase puncte.
| Condiții prelabile impuse Ungariei de către Comandamentul Armatelor Aliate din Orient, pentru deschiderea negocierilor de armistițiu: 1. Forțele inamice staționate în interiorul unei zone de 15 km aflate la nordul Dunării – care pornește de la frontiera României pentru a urma apoi o linie paralelă cu râul Drina și cu frontiera dintre Serbia și Muntenegru, trebuie să depună armele și să se retraga 1 km spre nord-vestul liniei menționate, pentru a permite Aliaților să ocupe respectiva zonă. 2. Navele de război de pe Dunăre, Sava, Drina și din Marea Adriatică aflate deasupra acestei zone, trebuie să fie predate celei mai apropiate forțe aliate, ca pradă de război. Aceeași condiție se va aplica oricărui transport din interiorul zonei precizate. 3. Un răspuns la punctele 1 și 2 trebuie să parvină la Belgrad în 24 de ore. 4. Ulterior, inamicul trebuie să trimită un emisar mandatat cu depline puteri să discute termenii de armistițiu, acreditarea s-a trebuind să fie clară în ceea ce privește guvernul în numele căruia discută. 5. Toate manevrele trupelor inamice precum și orice evacuare de material sunt interzise din momentul în care aceste puncte au fost acceptate. 6. Comunicații depline în teritoriul inamic între comandantul forțelor aliate, liderii Consiliului Național Yugoslav și comandantul armatei și flotei yugoslave trebuie stabilite. | Condiții solicitate de către Comandamentul sârb și regentul Alexandru, în ceea ce privește negocierile de armistițiu: 1. Teritoriul yugoslav să fie complet evacuat de Austro-Ungaria. 2. Soarta teritoriilor yugoslave din componența Monarhiei, să fie decise de către guvernul sârb și yugoslavi pe de o parte și de aliați pe cealată parte. 3. Trupele sârbe să fie lăsare să ocupe întregul Banat și Bačka până la aliniamentul Mureș (sârbă Maroš) -Baja-Subotica-Pécs (germană Fünfkirchen), în condițiile în care Serbia a fost cea mai interesată de soarta Banatului, populații fiind pur sârbă și de religie ortodoxă. Dreptul sârbilor asupra Bačka a fost recunoscut de către Aliați în 1915. 4. Dacă o parte din teritoriul inamic este ocupat, în mod particular sârbii insistă ca să nu fie făcută nici o diferență între ei și aliații lor și trupele sârbe să fie pe deplin angajate în acțiune în această parte de lume. Sârbii sunt interesați de teritoriile pe care trăiesc compatrioții lor, aceasta fiind dreptul lor istoric, pe care au datoria de a și-l exercita față de populația acestor ținuturi. 5. Generalul d'Esperey este cât se poate de conștient că în timpul negocierilor cu Bulgaria, sârbii nu au insistat să ocupe tritoriu bulgar. Acum sârbii insistă să facă așa ceva, deoarece în ceea ce privește poporul lor care locuiește în aceste ținuturi, sunt interesați de soarta sa, acesta fiind format din sârbi ortodocși pe de-antregul, iar dorința acestora este să se unească cu Serbia. 6. Este necesar ca generalul d'Esperey să informeze Comandamentul Suprem sârb, dacă mandatul său de a negocia este similar celui pe care l-a avut la Salonic, în timpul negocierilor cu Bulgaria. |

Cele șase puncte au fost reduse la cinci de către ofițerul de legătură sârb de la Cartierul Ceneral al lui d'Esperey și aliniamentul inițial solicitat a fost modificat cu unul nou: râul Timiș (sârbă Tamiš) -Timișoara (maghiară Temesvár) - Chichinda Mare (sârbă Kikinda) - Sombor - Drava.
Condițiile specificate în 4 noiembrie au fost înmânate emisarilor maghiari și cei doi ofițeri ai armatei ungare ajunși la cartierul general al diviziei sârbe de Dunăre, s-au întors cu un răspuns din partea guvernului ungar. Conform acestui răspuns, cele șase condiții fuseseră acceptate și emisarilor respectivi li se garantase deplina putere de a negocia condiția trupelor maghiare de pe frontul balcanic și a celor non-maghiare din Ungaria. Fuseseră însă formulate următoarele rezerve:
- cu referire la punctele 1-2: trupele germane aflate lângă Orșova la sud de Dunăre nu se aflau sub autoritatea guvernului ungar sau sub comanda feldmareșalului Kövess.[21]
- cu referire la punctele 3-5: era imposibil să se pună bază pe comunicarea prin mijloace telegrafice, feroviare sau auto în contextul condițiilor tulburi asociate loviturii de stat din Ungaria, astfel că exista o nesiguranță în ceea ce privește încadrarea într-o limită de timp, a venirii unui răspuns de la Budapesta.[21]

#### Constituirea delegației ungare

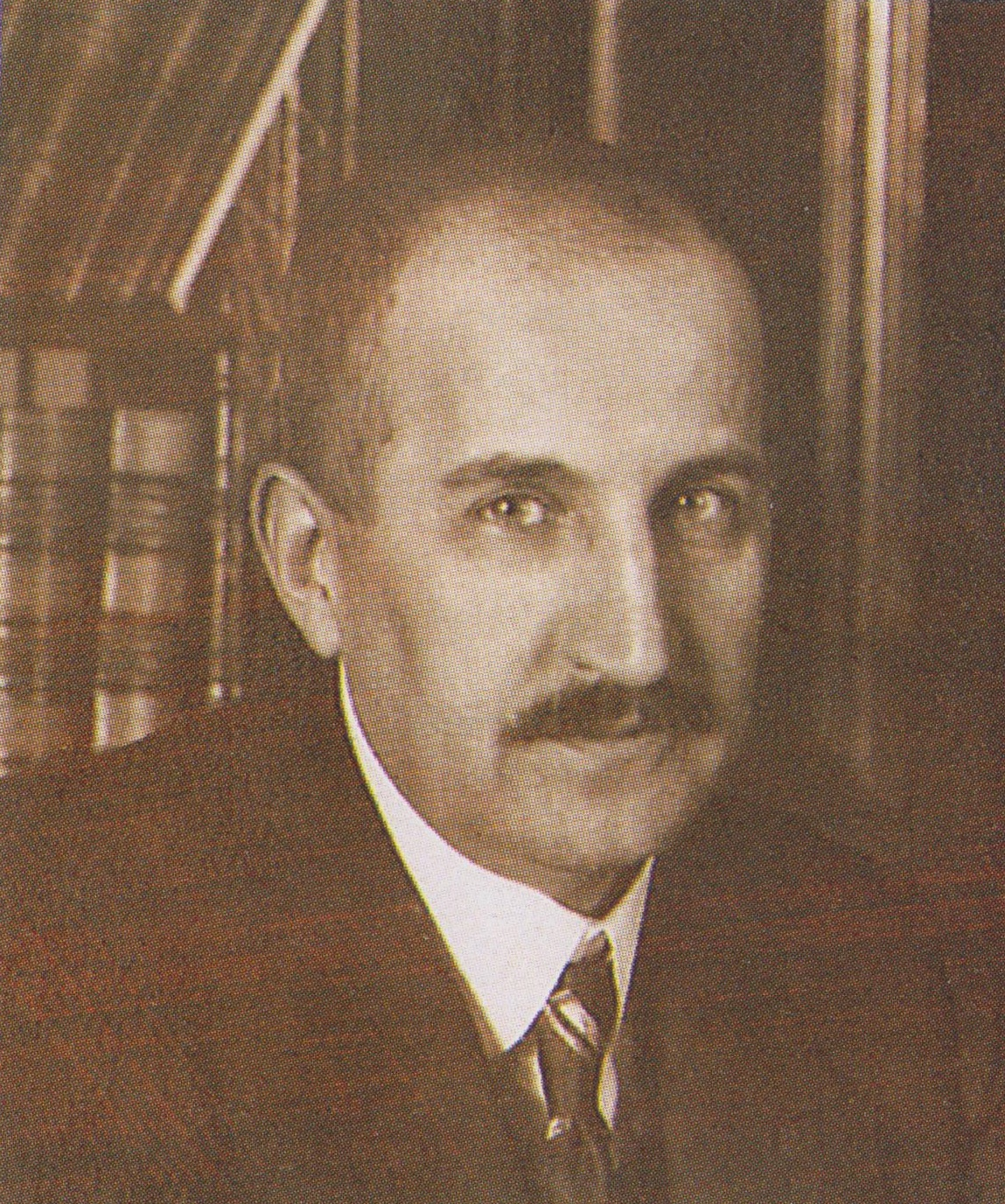
Berinkey Dénes, titular la justiției în guvernul Karoly și cel care a fost propus inițial drept conducător al delegației ungare

După acceptarea încheirii ostilităților de către Comandamentul Suprem Austro-Ungar la Villa Giusti, guvernul ungar a decis să trimită o delegație condusă de către ministrul justiției Dénes Berinkey, pentru a-l întâlni pe d'Esperey.
Miniștrii moderați ai guvernului i-au cerut lui Károlyi să conducă el delegația, pentru a maximaliza șansele acesteia, în pofida opoziției socialiștilor susținuți de Oszkár Jászi, care au argumentat că plecarea lui Karoly ar fi urmat să slăbească poziția guvernului pe plan intern. Poziția moderaților însă a prevalat. Alături de primul ministru au fost incluși în delegație Oszkar Jászi, baronul Lajos Hatvany ca reprezentant al Consiliului Național, căpitanul Imre Csermak în calitate de reprezentant al Consiliului Soldaților și președintele Consiliului Muncitorilor, Dezsó Bokanyi. Alături de aceștia au mai venit 12 jurnaliști.[B]

#### Preludiul
Mandatul delegației – care a plecat din Budapesta spre Belgrad în seara zilei de 6 noiembrie, a fost acela de a preveni intrarea trupelor aliate în Ungaria și, în cazul în care aceasta nu s-ar fi putut, de a preveni ca din forțele de ocupație să facă parte trupe din statele succesoare ala Austro-Ungariei.
La data de 5 noiembrie, d'Esperey a trimis o telegramă la Paris pentru a întreba în ce măsură Armistițiul de la Villa Giusti din 3 noiembrie 1918 acoperea frontul balcanic și dacă să continue sau nu negocierile cu emisarii guvernului budapestan. În răspunsul său din aceeași zi, prim-ministrul francez Clemenceau a specificat că în concordanță cu punctul 4 al armistițiului de la Padova, în ceea ce privește realizarea armistițiului în zona sârbă, trupele aliate trebuie să ocupe puntele de interes din Bosnia-Herțegovina și de la nord de Sava și Dunăre, astfel încât să asigure protecția Serbiei și a intereselor sale politice. Cu aceeași telegramă a fost de asemenea transmis viitorul plan de acțiune împotriva Germaniei. Până la sosirea delegație ungare, comandantul șef al frontului aliat a primit totuși ordin să continue negocierile cu Ungaria, dar să aplice între timp prevederile de la Padova.
Pe 6 noiembrie d'Esperey a părăsit Niš pentru a avea convorbiri cu Regentul Alexandru și mareșalul Živojin Mišić, legate de viitoarele poziții care urmau să fie susținute în raport cu delegația lui Károlyi. O atenție particulară în aceste convorbiri a fost acordată viitoarei linii de demarcație cu trupele ungare. La data de 7 noiembrie, generalul francez a ajuns la Belgrad însoțit de șeful biroului Operații al Comandamentului Suprem sârb și, a ordonat ca delegația maghiară să se prezinte la reședința sa temporară din oraș în seara aceleiași zile la ora 19, pentru ca negocierile să înceapă cât mai curând posibil.

### Negocierea și semnarea Convenției

#### Condițiile de start

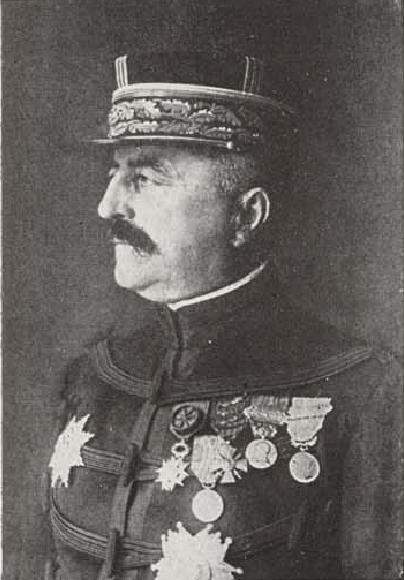
Generalul Franchet d'Esperey, emisar negociator al Aliaților

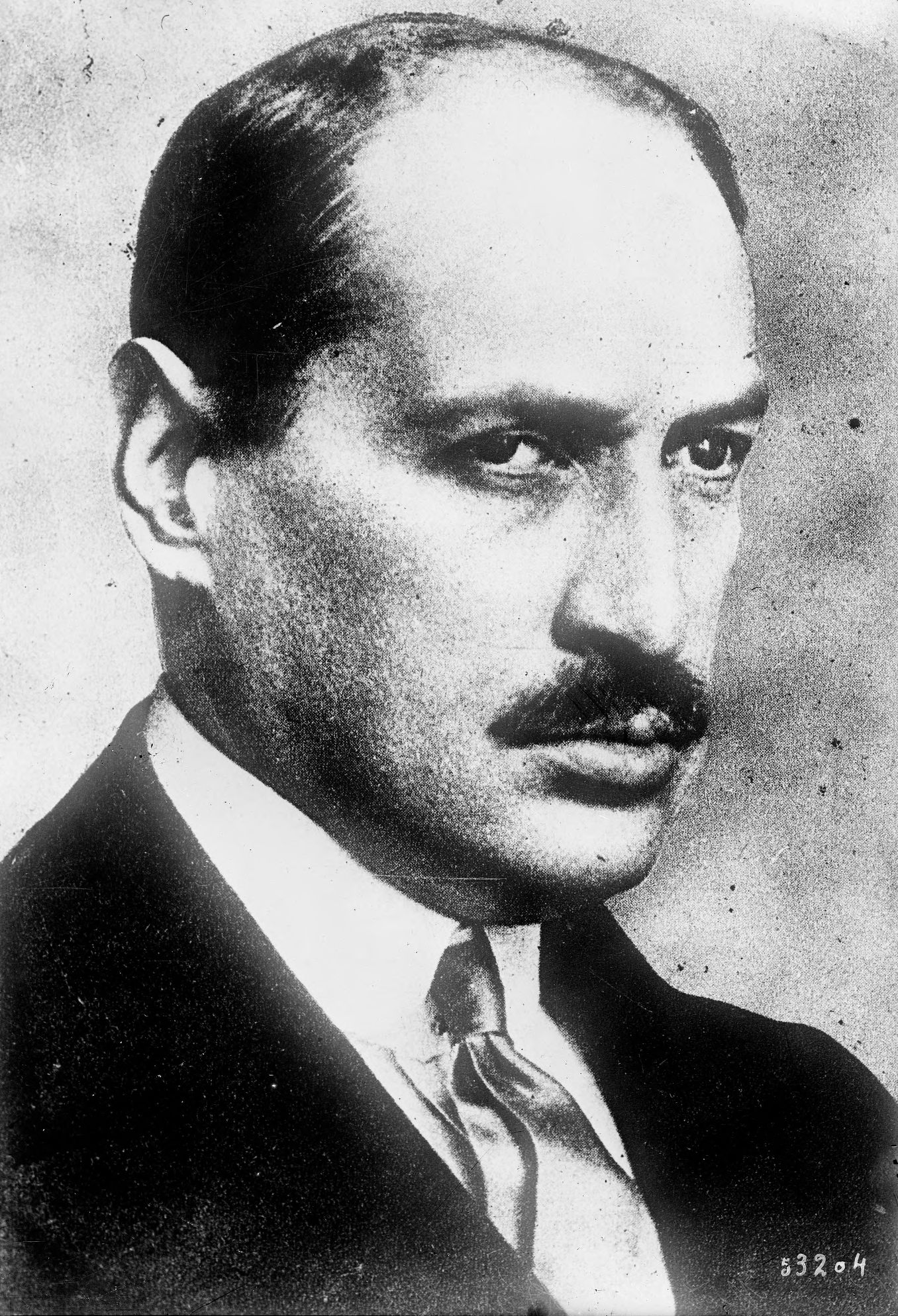
Contele Mihály Károlyi, conducătorul delegației maghiare și al guvernului ungar

Începerea negocierilor s-a făcut la data și ora specificate de generalul francez, iar acestea s-au purtat de pe poziții divergente:
- Deoarece competența în stabilirea frontierelor revenea Conferinței de Pace de la Paris, francezii au dorit să dea Convenției un caracter militar, în timp ce maghiarii au dorit să dea acesteia un caracter politic.[25]
- Prioritățile celor două părți au fost de asemnea opuse, deoarece francezii doreau preluarea controlului asupra căilor fluviale și al căilor ferate, precum și protejarea aliatului sârb, în timp ce maghiarii căutau să fie acceptați în calitate de stat neutru, căruia îi trebuia garantată integritatea teritorială.[25]
- În plus, conducătorul guvernului ungar a sperat la circumstanțe atenuante în baza trecutul său pacifist și pro-antantist, precum și a rolului jucat de „Revoluția Crizantemelor”, în destrămarea Imperiului Dualist, cu toate că garanțiile oferite de Aliați ceho-slovacilor, sârbilor și românilor nu puteau rămâne neacoperite.[25]
- Delegația guvernamentală s-a prezentat ca reprezentând poporul ungar, în condițiile în care generalul d'Esperey a specificat că reprezintă numai pe cel maghiar,[26] care în concepția lui cu singuranț era de vină în calitate de opresor, că și-a transformat  pe cehi, slovaci, români și yugoslavi în dușmani.[27]
- Károlyi a solicitat ca eventualele trupe de ocupație să nu fie trupe coloniale, spre dezaprobarea comandantului francez.[28]
- Ungurii s-au prezentat ca reprezentând o țară neutră,[28] în timp ce poziția susținută de francezi a fost că este o țară învinsă, care fiind de aceeași parte cu Germania, trebuie să împartă egal cu aceasta responsabilitatea și consecințele războiului.[27]

Suplimentar, ungurii au solicitat ca întreruperea livrărilor de cărbune german de către cehi și polonezi să înceteze, dat fiind că acesta era vital pentru economia ungară și au afirmat că preferă ca eventualele trupe de ocupație să fie franceze, italiene, engleze sau americane în locul unor trupe sârbe, cehe sau române. De asemenea au solicitat sprijin pentru noul guvern și și-au exprimat dorința ca noul stat să fie recunoscut diplomatic, recunoscând dreptul Conferinței de Pace de a decide în privința formării statului ceh și yugoslav, precum și în chestiunea naționalităților.
De asemenea, frustrat de decizia Comandamentului Suprem Interaliat de a opri ofensiva contra Germaniei dinspre Balcani, d'Esperey prin asigurarea militară a căilor de comunicație ale fostului Imperiu, spera în reînvierea proiectului său personal de continuare a atacului. Având libertate în privința stabilirii liniei de demarcație militară, d' Esperey însă s-a aflat în necunoștință de cauză despre prevederile Tratatului din august 1916 dintre România și puterile Antantei, tratat care a recunoscut drepturile României asupra întregului Ardeal.
Delegației ungare venită să negocieze i s-au înmânat 18 condiții de armistițiu, considerate de către reprezentanții maghiari extrem de grele. Aceștia au considerat că nu pot fi de acord cu un astfel de armistițiu în condițiile în care nu este garantată integritatea teritorială a Ungariei, mai puțin în ceea ce privește Croația și Slavonia și, au insistat din nou pentru reluarea transporturilor de cărbune – oprite de către cehi precum și pentru împiedicarea intrării trupelor cehe pe teritoriul slovac. De asemenea, au solicitat recunoașterea extinderii autorității Consiliului Național Maghiar asupra întregului stat ungar. La cererea delegației ungare, două telegrame în care punctul de vedere ungar a fost expus, au fost trimise primului ministru francez. De asemenea, reprezentantul sârb a primit directive de la șefii săi să includă în draftul înțelegerii finale, condiția ca toți prizonierii de război sârbi de pe teritoriul ungar să fie trimiși acasă aproviționați cu îmbrăcăminte și hrană.
După discutarea respectivului draft al înțelegerii finale, delegația maghiară cu excepția a doi membri care au rămas să aștepte răpunsul de la Paris, a părăsit Belgradul pentru a raporta  Consiliului Național Maghiar, la Budapesta. La cererea generalului francez, dintre intermediarii rămași la Belgrad a fost exclus reprezentantul Consiliului Soldaților.

#### Premisele de pornire și rezultatele finale
Menținerea integrării teritoriale a Ungariei a reprezentat obiectivul fundamental firesc al politicii taberei maghiare la sfârșitul Primului Război Mondial, iar guvernul de la Budapesta și-a propus acest obiectiv, cel puțin până când Conferința de Pace de la Paris ar fi adus decizii definitive în materie de teritorii. Oricât de tânăr ca stat a fost Ungaria, nu s-a putut debarasa însă de implicarea sa în conflict și de responsabilitatea războiului. Aliații au tratat-o din perspectiva unei țări culpabile și învinse, iar generalul francez a acceptat ca maghiarii să vorbească numai în numele lor propriu și nu și al celorlalte naționalități ale statului ungar.
După prima zi de negocieri, delegatul sârb a transmis șefilor săi atât obiecțiile delegației maghiare, cât și informațiile care priveau incapacitatea militară a statului ungar, precum și faptul că datorită crizei căbunelui, maghiarii nu mai puteau asigura funcționarea căilor ferate. De asemenea, a comunicat acestora faptul că ordinele lui d’Esperey prevedeau ca operațiunile armatei sârbe să continue până la stăpânirea întregii Voivodine. În instrucțiunile primite ulterior de la comandamentul suprem sârb, acesta a fost sfătuit să insiste pe lângă generalul francez pentru impunerea unei linii de demarcație cât mai favorabile intereselor politice ale Serbiei.
Ca răspuns la telegramele trimise la Paris la cererea delegației ungare, în seara zilei de 7 noiembrie au sosit în mod expres instrucțiuni pentru generalul francez să se rezume în ceea ce privește discuțiile, în mod strict doar la stipulațiile armistițiului semnat pe frontul din Italia. Orice chestiune politică urma să fie omisă. La rândul său, Károlyi a prezentat la o întrunire a guvernului din data de 8 noiembrie informațiile privind convorbirile de la Belgrad, acestea fiind expuse ulterior întocmai în presa maghiară. Deși Primul Ministru a recomandat cabinetului semnarea acordului, decizia finală a guvernului a fost de a se aștepta răspunsul de la Paris.
Aflat la momentul respectiv în necunoștință de cauză privind prevederile teritoriale ale Tratatului de la București din anul 1916, Franchet d’Esperey – care era un militar și nu un politician, a trasat o linie de demarcație în Transilvania aproape centrată pe vechia frontieră.
Discuțiile au dus la următoarele rezultate:
- Deși maghiarii au precizat că acceptă termenii negociați doar cu condiția ca în așteptarea semnării unui tratat de pace frontierele Ungariei – cu excepția Croației și Sloveniei - să fie respectate de către aliați și ca în cazul unui atac german, interesele Ungariei să fie protejate,[18] din viitoarea convenție au fost eliminate așadar toate chestiunile politice, aceasta urmând să fie expresia unui armistițiu eminamente militar, în baza capitulării Armatei Austro-Ungare.[33]
- Pe de altă parte mareșalul Mišić a solicitat substituirea în zona ocupată a funcționarilor statului ungar cu funcționari sârbi, dar această condiție nu s-a regăsit în documentul final.[33] Administrația urma să rămână în mâna guvernului ungar chiar și în teritoriile ocupate.[34]
- De asemenea, o clauză care ar fi prevăzut ca în caz de dezordini aliații ar fi avut dreptul de a prelua administrația zonelor respective, a fost înlăturată la solicitarea delegației maghiare, care s-a temut că vecinii Ungariei s-ar putea folosi de provocatori pentru a forța ca zonele contestate să fie transferate sub propriul lor control.[18]
- Numărul de cai solicitat Ungariei a fost redus de asemenea de la 25.000 la 10.000.[31]
- Cifrele exacte referitoare la materialiul rulant necesar a fi pus la dispoziție Aliaților a fost reformulat ca aproximative, detaliile urmând a fi discutate ulterior.[34]
- Delegații ungari au subliniat faptul că 10 zile sunt insuficiente pentru ca germanii să părăsească teritoriul maghiar, dar francezii au insistat în ceea ce privește respectarea termenului, afirmând că după publicarea ordinului aliat și după notifcarea pe care Ungaria trebuie să o facă Germaniei, în caz de neexecutare e treaba Aliaților să-i facă pe germani să plece.[34]
- Forțele Aliate urmau să plătească prețul pieței pentru bunurile rechiziționate.[34]

În dimineața zilei de 9 noiembrie, comandantul șef Aliat a părăsit Belgradul pentru a se întâlni la Niš cu mareșalul mareșalul sârb Živojin Mišić și cu generalul francez Paul-Prosper Henrys, pentru a discuta ocuparea Ungariei și marșul spre Budapesta. După conferință, d'Esperey s-a deplasat la Salonic pentru a organiza în noul context spatele frontului și pentru a lua măsuri de încurajare a reintrării României în război. Tot pe 9 noiembrie, celor doi delegați maghiari le-a fost înmânat răspunsul venit de la Paris, iar în noaptea de 9 spre 10 noiembrie aceștia au ajuns la Budapesta.

#### Semnarea acordului
Convenția a reprezentat într-un final concepția Comandantului Șef al Armatelor Aliate din Orient, Franchet d'Esperey.
În data de 11 noiembrie la Belgrad a sosit telegrafic răspunsul guvernului ungar precum că acesta acceptă semnarea armistițiului în condițiile stipulate de răspunsul venit de la Paris. În acest scop – în calitate de reprezentant al Ungariei, colonelul Béla Linder urma să sosească în aceeași zi în capitala Serbiei. D'Esperey aflat în acest moment la distanță, l-a autorizat pe generalului francez Paul-Prosper Henrys să-l reprezinte la ceremonie, ordonându-i acestuia să se deplaseze la Belgrad, deși Henrys nu era în cunoștință de cauză privind textul viitoarei Convenții. Din partea Serbiei urma să fie prezent Comandantul Șef al armatelor acesteia, mareșalul Živojin Mišić.
Întâlnirea pentru semnarea documentului a fost stabilită pe data de 13 noiembrie la ora 9 seara. Modificări de fond nu s-au mai adus textului, singurul amănunt schimbat față de draftul inițial fiind momentul încetării ostilităților. Progrmat fiind inițial pentru a doua zi pentru putea a putea fi trupele informate la timp, acesta a fost devansat la cererea delegatului ungar pentru momentul semnării documentului, care s-a produs la ora 23 și 15 minute. Semnăturile angajate din partea Aliaților au fost cele ale generalului francez Henrys și ale mareșalului sârb Mišić. Numit între timp ministru fără portofoliu și ambasador cu largi puteri ca urmare a demisiei sale din fruntea Ministerului de Război la data de 9 noiembrie,[C] din partea statului ungar a semnat documentul colonelul Linder.
La data de 14 noiembrie Comandamentul Suprem a informat ministrul sârb de război, pe comandanții armatelor 1 și 2 sârbe precum și pe ofițerul sârb de legătură de la Salonic, de finalizarea semnării acordului pe data de 13 noiembrie la ora 23 și 30 minute, detaliile urmând a fi transmise ulterior.

## Prevederi finale ale Convenției
„Articolul 1” a stabilit o linie de demarcație de la sudul căreia guvernul ungar a trebuit să evacueze toate trupele în interval de 8 zile. Traseul acestei linii a pornit de pe cursul superior al Someșului (maghiară Szamos) - Bistrița (germană Bistritz) - Târgu Mureș (maghiară Maros-Vásárhely) – cursul Mureșului (maghiară Maros) până la vărsarea în Tisa (germană Theiß) - Subotica (germană Maria-Theresiopel) - Baja - Pécs (germană Fünfkirchen) - cursul Dravei până la granița croato-slovenă. Administrația civilă din teritoriul evacuat urma să rămână în sarcina guvernului maghiar, iar paza căilor ferate urma să fie asigurată de forțe de poliție și jandarmerie maghiare cu un efectiv suficient, inclusiv pentru asigurarea ordinii în teritoriul evacuat. Trupele Aliaților urmau să ocupe regiunea evacuată de maghiari în condiții fixate de Comandantul Șef al Armatelor Aliate din Orient.
„Articolul 2” a precizat demobilizarea forțelor navale și militare maghiare, cu exceptia unor forțe necesare menținerii ordinii interne reprezentate de șase divizii de infanterie, două divizii de cavalerie și a forțelor de poliție menționate în Articolul 1.
„Articolul 3” a prevăzut dreptul Aliaților de a ocupa orice zonă sau punct strategic, acestea putând fi fixate oricând de către comandantul suprem aliat. Trupelor aliate urma să li se permită libera trecere  sau staționarea în orice parte a Ungariei, aliații având dreptul de a folosi cu scop militar orice cale sau mijloc de transport terestru ori fluvial – fie ele de stat sau private, precum și orice animal de tracțiune.
Conform „Articolului 4”, materialul rulant feroviar și personalul uzual angajat să-l deservească au trebuit să rămână în teritoriul evacuat de armatele maghiare. La dizpoziția comandantului șef aliat – pentru a putea fi folosite la deplasarea trupelor aliate, urmau să se afle în maxim 1 lună o rezervă de 2.000 de vagoane și 100 de locomotive cu ecartament normal, precum și 600 de vagoane și 50 de locomotive cu ecartament îngust (în cifre aproximative). Această rezervă urma să fie folosită și pentru compensarea deficitului existent în acest domeniu în Serbia, ca efect la războiului. O parte din acest material rulant putea fi preluat din Austria.
Prin „Articolul 5” navele și echipajele lor – utilizate în mod obișnuit în serviciul teritoriilor ocupate de Aliați, au trebuit să rămână în serviciu. Șase monitoare au urmat să fie predate Aliaților imediat la Belgrad, iar restul flotilei Dunării a trebuit să se strângă pentru a fi dezarmată într-unul din porturile dunărene – care a trebuit să fie desemnat de către comandantul șef. Un număr aproximativ de 10 nave de pasageri, 10 remorchere și 60 de vase ușoare din această flotilă ar fi urmat cât mai curând posibil să fie desemnate pentru utilizarea trupelor aliate, pentru a compensa deficitul de material existent în Serbia, din cauza războiului.
„Articolele 6 și 7” au stipulat ca să fie puse la dispoziția comandantului general șef în termen de 15 zile, atât un detașament de aproximativ 3.000 de oameni din serviciul tehnic al căilor ferate cât și respectiv un detașament de pionieri ai trupelor de transmisiuni - ambele prevăzute cu materialele necesare pentru a repara căile ferate și a restabili comunicațiile telegrafice și telefonice în Serbia.
De asemenea, conform „Articolului 8” aproximativ 25.000 de cai împreună cu întreg materialul de transport aferent au urmat să fie puși la dispoziția comandantul general șef, în termen de o lună.
Prin „Articolului 9” arme și material de război au urmat să fie depozitate în zone desemnate de către  comandantul general șef, o parte din acest material urmând să fie folosit pentru echiparea unor unități care urmau să fie plasate sub ordinele generalului comandant șef.
„Articolul 10” a stipulat eliberarea imediată a tuturor prizonierilor aliați de război și a prizonierilor civili, internați. Aceștia ar fi urmat să fie dislocați în zone accesibile, pentru a fi expediți pe calea ferată. În acele zone ei ar fi urmat să primească instrucțiuni referitoare la timpul și zonele de relocare pentru repatriere, în concordanță cu ordinele emise de comandantul general șef. Prizonierii de război unguri ar fi urmat să fie în continuare reținuți în mod provizoriu.
Un termen de 15 zile de la momentul semnării Armistițiului de la Villa Giusti a fost acordat prin „Articolului 11”, trupelor germane să se retragă prin Ungaria. Comunicațiile poștale și telegrafice ale acestora au fost permise numai sub control Aliat, iar guvernul ungar s-a angajat să nu permită comunicațiile telegrafice în scop militar, cu Germania.
Conform „Articolului 12” Ungaria a urmat să faciliteze aprovizionarea trupelor aliate de ocupație; rechizițiile au fost permise cu condiția ca acestea să nu sunt arbitrare și să fie plătite la prețurile de schimb curente.
Prin „Articolul 13” situația tuturor minelor austro-ungare plasate de-a lungul  Dunării și în
Marea Neagră a trebuit comunicată imediat comandantului general șef, iar guvernul ungar s-a angajat să oprească trecerea tuturor minelor plutitoare plasate în Dunăre în amonte de Ungaria și de frontiera cu Austria. De asemenea, guvernul ungar s-a angajat să elimine toate minele plasate în apele din Ungaria.
„Articolul 14” a prevăzut ca serviciile poștal, telegrafic, telefonic, și căile ferate maghiare să fie plasate sub control Aliat.
„Articolul 15” a stipulat cu scopul de a proteja interesele aliate, crearea unei reprezentanțe atașate ministerului ungar al aprovizionării.
„Articolul 16” a consemnat obligația Ungariei de a înceta toate relațiile cu Germania și de a interzice tranzitarea trupelor acesteia spre România.
În „Articolul 17” a fost prevăzută obligația aliaților de a nu interfera cu administrarea internă a Ungariei.
„Articolul 18” a consfințit faptul că ostilitățile dintre Ungaria și aliați au fost oprite.

## Efecte imediate
| Imagine indisponibilă |  | Imagine indisponibilă |
| În stânga: teritoriul Regatului Serbiei la data de 26 noiembrie 1918, în timpul perioadei de demarcație militară de facto În dreapta: teritoriul actual al Serbiei |  |                       |

Deși convenția nu a fost secretă pentru diplomați, asupra conținutului clauzelor acesteia a planat multă vreme discreția. Guvernul ungar s-a bazat pe ideea că linia de demarcație stabilită la Belgrad va rămâne în vigoare până la negocierea unui tratat de pace și că Budapesta a rămas în continuare autoritatea legală destinată pentru toate părțile țării. Oficialii maghiari urmau să rămână la posturile lor până la semnarea tratatului de pace.
Aflate în mișcare, trupele sârbe au ocupat la 14 noiembrie 1918 Pécs și la 20 noiembrie Timișoara.[D]

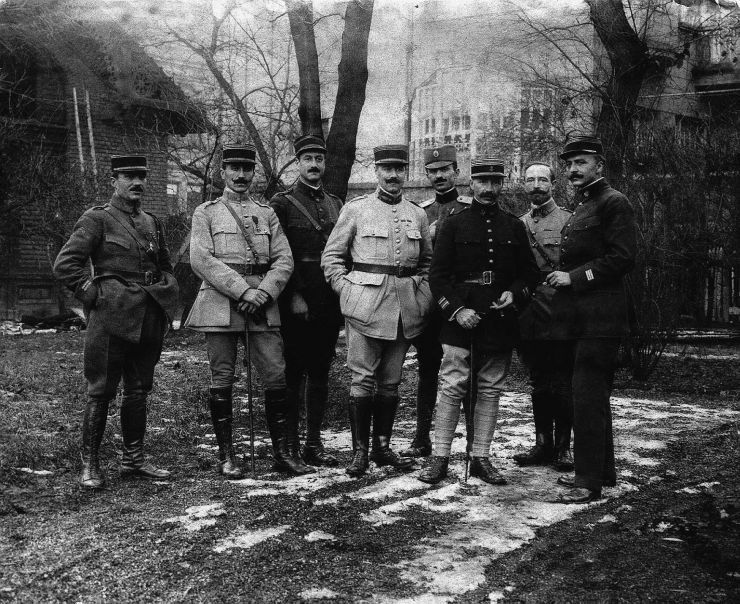
Membri ai Misiunii Militare Franceze la Budapesta (Fernand Vix - al treilea din dreapta)

Ca și consecință a Articolului 15, a fost creată o comisie de supraveghere sub forma unei Misiuni Aliate la Budapesta, cu a cărei conducere a fost însărcinat locotenent-colonelul Fernand Vix, acesta fiind subordonat generalului Henrys. Această misiune care avea să supravegheze aplicarea Convenției de armistițiu, a început să funcționeze din 13/26 noiembrie 1918. În structura sa au intrat cincizeci și șapte de posturi, din care doisprezece au fost ocupate de ofițeri.[E] Vix însă inițial nu a fost autorizat de generalul Henrys, să intervină în Ungaria în alte probleme decât cele care au avut legătură cu Convenția.
Misiunea Vix a relaționat cu guvernul maghiar printr-o interfață a acestuia, Comisia Ministerială de Armistițiu. Aceasta a fost condusă de către colonelul și ofițerul de stat major Victor Stielly, care fusese prezent la semnarea Convenției de la Belgrad. În componența acesteia au intrat reprezentanți trimiși de către 10 ministere și de către structurile de transport (feroviare și pe apă), precum și de cele care se ocupau de resursele de cărbune.

## Efecte de durată
Convenția (sau Armistițiul de la Belgrad), așa cum a fost întocmită, a reprezentat factorul determinant care a scos în evidență starea conflictuală atât dintre Regatul României și Regatul Serbiei cât și dintre Ungaria și Regatul României sau Cehoslovacia.
În data de 30 noiembrie, conducătorul Comisiei Ministeriale de Armistițiu din partea Ungariei, colonelul Stielly, i-a solicitat din partea guvernului maghiar lui Vix  ca Aliații să ocupe întreaga Ungarie, pentru a evita cu conflict între naționalități și dezordinea. Această cerere a venit pentru prima dată în contextul incidentelor de frontieră ungaro-cehoslovace și a fost ulterior remisă în mod repetat Aliaților cât timp Vix a rămas în Ungaria, dar comandantul suprem, Ferdinant Foch, a respins solicitarea.

### Asupra Transilvaniei
Luând act de prevederile în cauză, generalul Prezan – șef al Marelui Cartier General român, a subliniat într-o analiză înaintată Primului Ministru și atașaților militari Aliați de la București, că linia de demarcație stabilită satisfăcea complet revendicările naționale sârbe, în timp ce teritorile românești revendicate de Regatul României erau tăiate în două după o linie care nu corespundea considerațiilor etnice, geografice și economice și nici drepturilor recunoscute de către Aliați românilor, prin tratatele anterioare. Fără a ști că documentul fusese pregătit din 24 octombrie/7 noiembrie (încă dinainte de reintrarea statului român în război), cel mai criticabil aspect rămânea conform lui Prezan, neconvocarea României (reintrată în tabăra Antantei, la 10 noiembrie) la semnarea Armistițiului și lipsa consultării acesteia în privința deciziilor care au avut ca subiect spații naționale românești. Atât reprezentanții românilor transilvăneni cât și ai acelora din Regat, au protestat frecvent împotriva menținerii unei linii de demarcație care a împărțit teritoriul ardelean în două, iar la rândul său guvernul maghiar a protestat împotriva încălcărilor – astfel cum le-a considerat el, ale Convenției din partea României și Cehoslovaciei.
Suplimentar, prin Articolul 1 Convenția a determinat apariția unei situații cu caracter relativ confuz, deoarece a prevăzut ca administrația din teritoriul evacuat să rămână sub controlul guvernului budapestan, aliații urmând să nu se amestece în administrarea internă a statului ungar. Exercitarea autorității Consiliilor Nationale a fost astfel mult îngreunată, într-un context în care organele locale primeau dispozitii din două părți (din partea Consiliului Național Maghiar din Cluj – care își atribuise un rol de conducere și din partea Consiliul Național Român Central –  de care ascultau ținuturile cu populație românească). De asemenea, cadrul Convenției a lăsat loc de o interpretare mai elastică, deoarece nu a fost clar dacă garzile și trupele cu caracter național român organizate de Consiliul Național Român Central, ar fi trebuit sau nu să părăsească teritoriul ce urma a fi evacuat. Ca efect, unele dintre unitățile de acest tip care au primit ordin să traverseze teritoriul evacuat și să se îndrepte spre Arad, au fost dezarmate de unitățile sârbe.

### Asupra Banatului
Articolul 3 a fost cel care ulterior a ridicat cele mai multe obiecții. În ceea ce privește guvernul de la Belgrad, dreptul Aliaților de a ocupa orice localitate sau punct strategic a fost folosit ca alibi și procedeu de legitimare de către sârbi, pentru rezervare unei mobilități crescute în materie de intervenție în Banat. Ajuns la Conferința de Pace, în baza raportului lui Prezan, Ion I. C. Brătianu a protestat astfel împotriva clauzelor care au justificat ocupația militară sârbă a teritoriilor bănățene, care făceau obiectul unui contencios româno-sârb. Aceasta a fost făcută sub aparența unei intervenții necesare din punctul de vedere al comandamentului militar sârb pentru blocarea retragerii armatei lui Mackensen, într-un moment în care nutrind speranța de a-și continua înaintarea spre Germania, generalul d'Esperey a lăsat armatele franceze în așteptare.

### Asupra teritoriilor slavilor sudici
De asemenea, după sosirea trupelor sârbe în Voivodina, comandanți militari locali au ignorat termenii Convenției și au subordonat administrația publică noului stat sârbo-croato-sloven, ceea ce  cu excepția orașelor predominant maghiare a dus la concedierea majorității funcționarilor civili și și a forțelor de poliție ungare.

Fostul canton Muraköz, astăzi, figurat cu roșu în cadrul granițelor actuale ale Croației

Singura zonă unde guvernul maghiar s-au opus cu forța la separarea regiunii de Ungaria a fost districtul Muraköz, lăsat de Convenție sub control maghiar, dar asupra căruia Consiliul Național din Zagreb a emis pretenții în virtutea naționalității populației sale. Deși Serbia s-a ferit să încalce deschis prevederile armistițiului, a aprobat totuși trimiterea de unități neregulate în provincia respectivă în a doua parte a lunii noiembrie. Nereușita primei tentative a făcut ca o a doua grupare înarmată cu un efectiv de 4.000 de „voluntari” să traverseze Drava la sfârșitul lunii decembrie 1918 și să ocupe zona fără prea mare rezistență.

### Asupra Armatei Mackensen
Dispozițiile Articolului 11 referitoare la armata Mackensen au fost nerealiste.

### Asupra teritoriilor slavilor apuseni
Articolul 17 a fost cel care a creat cele mai mare probleme conducerii cehoslovace, deoarece teritoriul slovac urma să fie, astfel administrat în continuare de către conducerea maghiară.

## Modificări

### Context

#### Micile Puteri Aliate
Statele din jurul Ungariei au fost nerăbdătoare să-și extindă controlul asupra tuturor teritoriilor pe care și le-au dorit incluse, chiar dacă aceasta a implicat trecerea liniei de demarcație și a atras neplăcerea puterilor occidentale în fața politicii faptului împlinit. În contextul unei situații fluide și în lipsa unei contraponderi militare eficiente, deoarece doar francezii au avut forțe militare în zonă și Ungaria încă nu avusese cum să recupereze din statutul său după prăbușirea monarhiei, micile puteri au realizat că orice întârziere în ocuparea teritoriilor revendicate le-ar fi pus în pericol șansele de rezolvare favorabilă a situației.
De la mijlocul lunii noiembrie 1918 și până la sfârșitul lui ianuarie 1919, guvernele maghiar, cehoslovac, român și sârb au căutat să-și pună în aplicare principiile fundamentale ale politicii lor interne și externe și au analizat raporturile de forțe militare existente, precum și ecoul pe care acțiunile și aspirațiile lor le-au avut în rândul Puterilor Aliate.
Deși convenția a stipulat că în teritoriile ocupate administrația civilă ar fi urmat să rămână sub controlul guvernului budapestan, epurarea de influența maghiară a administrației și a sistemului de învățământ a debutat imediat ce statele succesoare și-au stabilit controlul militar asupra zonelor precizate. O excepție au reprezentat-o zonele transilvănene preponderent românești, unde epurarea a început datorită populației și a Consiliul Național Român, încă înainte de sosirea armatei române regulate. Cu toate acestea, în Transilvania înlocuirea funcționarilor maghiari nu a atins niciodată proporțiile din Slovacia și Voivodina, datorită deficitului de funcționari români instruiți.
Deși demiterea oficialilor maghiari a reprezentat o încălcare a Convenției, principiul autoguvernării naționale a servit drept justificare în zonele unde maghiarii au fost minoritari. În arealele cu majoritate maghiară, aceasta s-a făcut însă în numele securității și nu al naționalității.

#### Franța
După o scurtă perioadă, Guvernul de la Paris a realizat imperfecțiunile textului semnat, ceea ce a determinat un statut de provizorat al acestuia. Guvernul francez a considerat Convenția fără o valoare reală, dându-i acesteia numai valoarea unui acord de facto cu autoritățile locale. Această statut real, a căpătat aspecte concrete la începutul lunii decembrie după remiterea de către Vix guvernului maghiar a notei referitoare la acordul Beneš-Foch, perioadă în care Vix a primit prin intermediul generalului Henrys, șeful său direct, instrucțiuni de la Ministerul de Externe francez. Prin intermediul acestor instrucțiuni, Vix a fost informat că Franța nu a  recunoscut Republica Populară Maghiară și nici pe guvernul Karolyi, trasându-i-se conducătorului Misiunii Aliate sarcina de a trata guvernul maghiar ca pe o simplă autoritate locală, fără statut internațional. 
Karoly nu a fost conștient de faptul că guvernul său nu a fost recunoscut de către Franța, altfel ar fi demisionat. În relațiile cu superiorii săi, generalul Henrys – pus într-o poziție stânjenitoare în calitate de semnatar la Convenției, a susținut față de  Franchet d'Esperey ideea recunoașterii acestuia ca reprezentant al unui stat succesor recunoscut pe plan internațional. Din punctul de vederea al lui Henrys, nerespectarea în continuare cu strictețe a Convenției ar fi urmat să clatine autoritatea lui Karolyi.
Ca efect al celor spuse de Henrys și a rapoartelor lui Vix,  d'Esperey a primit ulterior instrucțiuni de la Clemenceau – la indicația Ministerului Afacerilor Externe francez, pentru a reconsidera într-o oarecare măsură tratamentul la care a fost supusă Ungaria. Astfel, Vix  a fost autorizat să accepte reclamații din Ungaria și alte comunicări, care ar fi urmat apoi să fie transmise autorităților competente. Ministerul Francez de Externe a continuat însă să nu recunoască guvernul unei țări învinse precum Ungaria, dar a început să accepte comunicarea cu acesta. Henrys a fost de asemenea instruit de către comandantul său să fie reținut  în relațiile sale cu Karoly, pentru a preveni plecare acestuia, plrecare care ar fi fost urmată de un colaps al legii și ordinii în Ungaria.

#### Ungaria
Experimentul liberal-socialist de desființare a vechii armate și de reorganizare a unor noi forțe militare pe principii democratice, a generat haos și slăbiciune militară, permițând vecinilor Ungariei să avanseze în teritoriile acesteia. De asemenea, politica dură a Aliaților față de maghiari și dezmembrările teritoriale ale Ungariei s-au asociat pe planul intern al acesteia, unui haos economic care a condus în timp la schimbarea alianțelor politice ale statului ungar și la comunism.

### Anexa Beneš-Foch

#### Demersuri diplomatice și militare

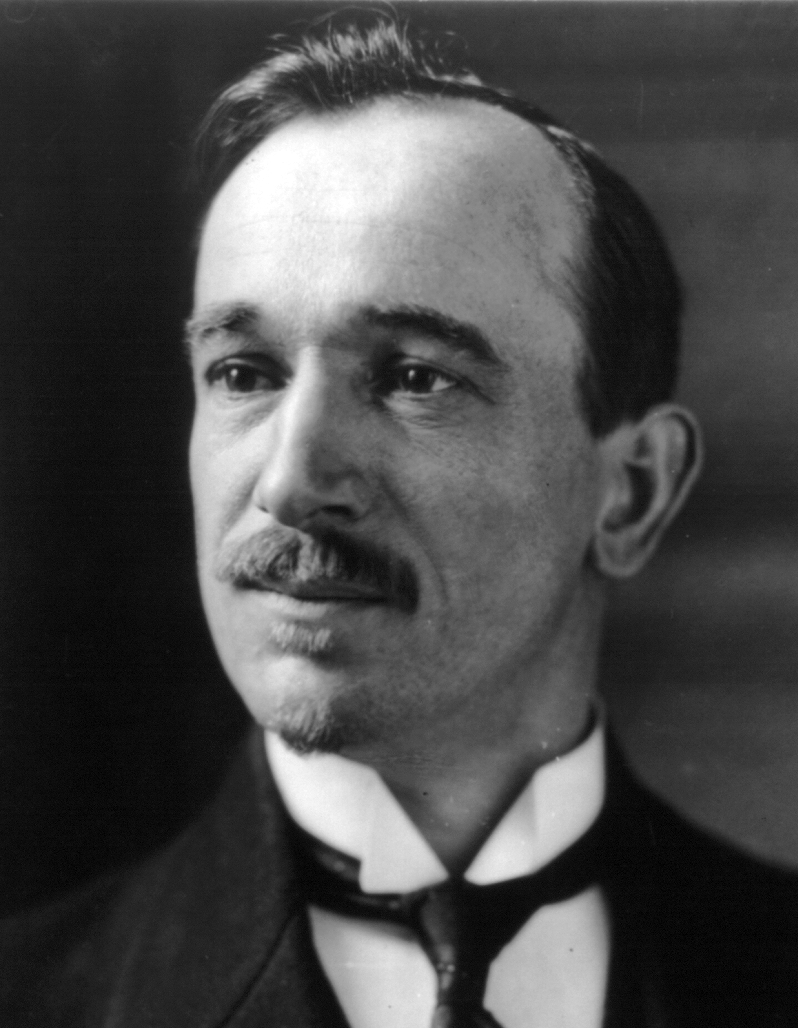
Ministrul de Externe cehoslovac Edvard Beneš, care prezent fiind la Paris, a reușit să schimbe condițiile de armistițiu în favoarea țării sale și să respingă acordul anterior încheiat între guvernul maghiar și politicianul slovac Milan Hodza.

Din document au lipsit referirile la Cehoslovacia - proclamată la 14 noiembrie, iar Convenția militară de la Belgrad nu a fixat limita nordică a Ungariei cu referire la Slovacia, a cărei unire cu Cehia fusese deja recunoscută de către Aliați.

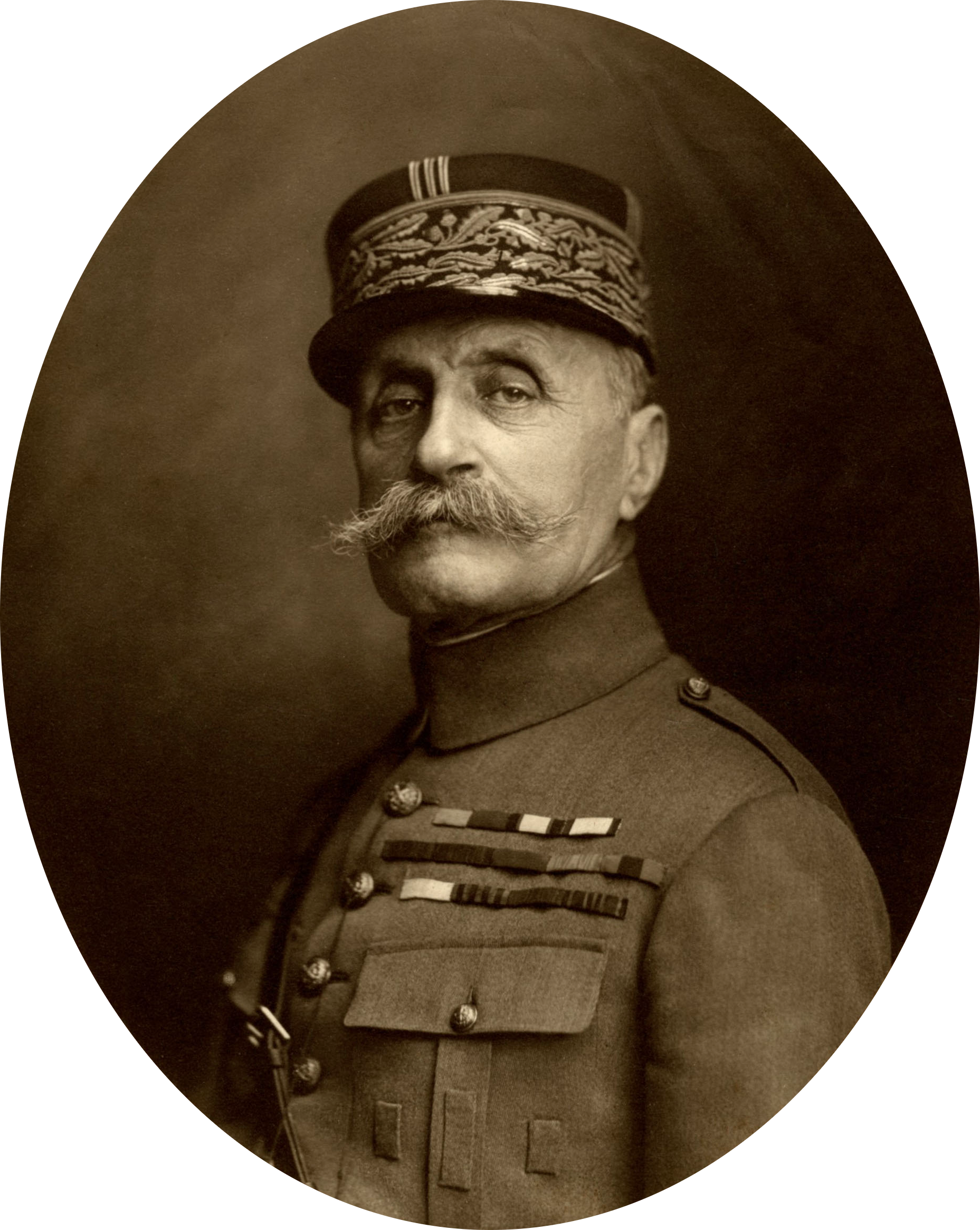
Mareșalul francez Ferdinand Foch.

În contextul în care Cehoslovacia la acel moment a avut la dispoziție doar câteva unități militare încropite în mare grabă, prost echipate și prost conduse de voluntari la dispoziția sa, a fost incapabilă de a exploata militar haosul creat de colapsul armatei Dublei Monarhii, pentru a obliga Ungaria să evacueze porțiunea sa nordică. În acest context, sarcina de a forța evacuarea rapidă a zonei de către trupele maghiare a revenit diplomației cehe, care a mizat în acest demers pe obținerea sprijinului puterilor occidentale și pe menținerea izolării diplomatice a guvernul Károlyi. Astfel, după ce în data de 25 noiembrie ministrul cehoslovac al afacerilor externe Edvard Beneš a solicitat la Paris lui Stephen Pichon ca autoritățile ungare sa părăsească Slovacia, peste două zile a primit un răspuns favorabil, ceea ce a pus în discuție valabilitatea Articolului 17. Fără acordul celorlalte puteri,[E] Beneš și mareșalul francez Ferdinand Foch au elaborat o anexă a Convenției de la Belgrad, care a inclus partea nordică a statului ungar în zona ocupată de trupele aliate.
Probabil ca efect al răspunsului favorabil primit de Beneš, la 28 noiembrie 1918 ambasadorul cehoslovac de la Budapesta i-a transmis conducătorului Misiunii Militare Franceze de supraveghere a aplicării Convenției – Fernand Vix, faptul că Cehoslovacia se consideră îndreptățită să ocupe teritoriile slovace până la o linie aflată la sud de Bratislava (germană Pressburg), Balassagyarmat, Miskolc și Ujhorod (maghiară Ungvár), După ce la 2 decembrie Vix a primit de la Paris un ordin adresat guvernului maghiar de a-și retrage autoritățile din Slovacia, i l-a transmis acestuia în 3 decembrie. În ordin nu a fost precizată o linie de demarcație și nici nu a fost definită limita teritoriului slovac. La primirea notei primul ministru maghiar a protestat față de ceea ce el a considerat a fi o încălcare flagrantă a Convenției de Armistițiu.

#### Acordul preliminar Hodza-Bartha
Ajuns la Budapesta la  25 noiembrie, trimisul Cehoslovaciei – politicianul slovac Milan Hodza, cu sprijinul Consiliului Național Slovac a negociat o delimitare demarcațională prin intermediul Misiunii Militare Franceze, deși nu a fost autorizat la aceasta de către guvernul de la Praga. În data de 6 decembrie, acordul a fost finalizat între Milan Hodza și Albert Bartha, zona care urma să fie evacuată incluzând aproape toate teritoriile populate predominent de slovaci, cu excepția  colțului estic al zonei nordice a statului ungar. Au fost de asemenea excluse de la evacuare unele zone mixte sau pur maghiare solicitate de diplomația cehă prin Beneš, la Conferința de Pace de la Paris. Până la începutul lunii decembrie 1918, două divizii cehe comandate de ofițeri italieni au fost pregătite pentru a avansa în Slovacia, ceea ce s-a și întâmplat după ce- s-a ajuns la Budapesta, la un acord în acest sens. La 12 decembrie Nitra a fost ocupată și trupele cehe au atins în vestul Slovaciei aproape întreg aliniamentul Hodza-Bartha, în următoarele două săptămâni fiind ocupate cea mai mare parte din centrul și estul Slovaciei, cu excepția orașelor unde populația ungară a organizat – fără acordul guvernului budapestan, forțe de apărare împotriva penetrării cehe.

#### Decizia de la  Versailles și retragerea ungară
Acordul negociat de Hodza nu a fost însă respectat de către ceho-slovaci. La 22 decembrie Consiliul Interaliat de la Versailles a stabili un nou aliniament prin care se indica teritoriul ce putea fi ocupat de Cehoslovacia, hotârârea fiind adusă la cunoștința guvernului Ungariei în 24 decembrie, tot de Vix. Într-un raport din aceeași dată de 24 decembrie, care a avut ca subiect politica Aliaților față de Ungaria, locotenent-colonelul Vix a apreciat însă că:
„La décision prise á Versailles en ce qui concerne l'occupation de la Slovaquie par les troupes Tchéco-Slovaques constitue, á mon avis, une première atteinte grave à la convention ... La convention du 13 Novembre n'est plus ensomme qu'un chiffon de papier”

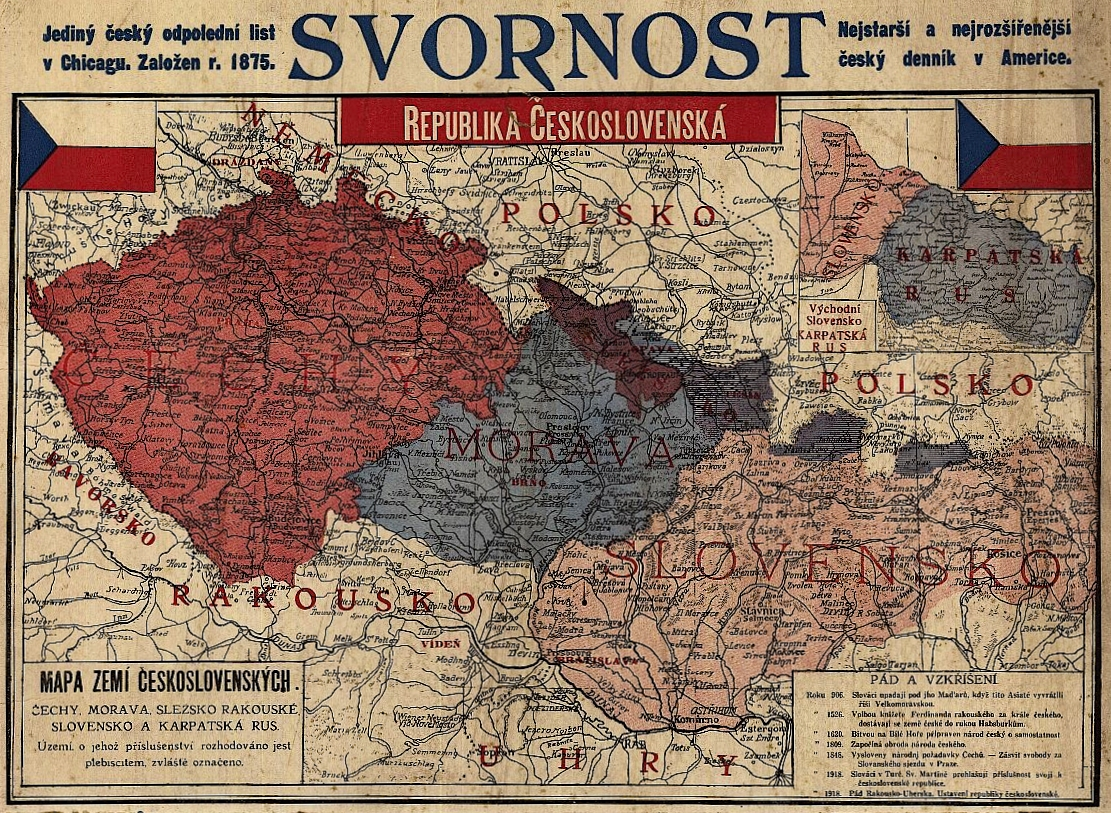
Cehoslovacia în 1919

Noua linie a fost caracterizată ca reprezentând limitele istorice ale statului cehoslovac și a urmat dinspre vest Dunărea  până la râul Ipel (maghiară Ipoly), apoi s-a îndreptat spre est în direcția orașului Rimavská Sobota (maghiară Rimaszombat) și apoi spre râul Uj (maghiară Ung), mai departe mergând de-a lungul acestuia până la vechea frontieră. Această linie dealtfel a corespuns aproximativ cu viitoarea frontieră dintre Ungaria și Cehoslovacia.
După ce inițial a respins cererea de a-și retrage trupele, guvernul maghiar neavând altă opțiune deoarece unitățile de întăririre trimise spre nord la începutul lunii noiembrie se dezagregaseră spre sfârșitul lunii decembrie, până la urmă a acceptat noua linie de demarcație și a dat ordin trupelor sale să părăsească Slovacia. Retragerea s-a finalizat până la sfârșitul lunii decembrie și s-a desfășurat în general pașnic, doar în câteva zone existând o rezistență temporară. Deși în orașe politicieni și oficiali ai vechiului regim precum și ofițeri demobilizați au încercat să mobilizeze populația maghiară pentru rezistență, realizând incapacitatea guvernului de a o sprijini, fără excepție eforturile lor au eșuat. Prešov (maghiară Eperjes) a fost ocupat pe 26 decembrie, Košice (maghiară Kassa) pe 29 decembrie și pe 1 ianuarie 1919 Bratislava (maghiară Pozsony), după mai multe zile de rezistență armată.
Protestelor maghiare, Vix la data de 10 ianuarie 1919 le-a dat replica afirmând că Armistițiul de la Belgrad nu a pus în discuție decizii luate ulterior de către aliați pe alte fronturi și că Cehosclovacia fiind recunoscută de către Aliați, are drept de suveranitate absolută asupra teritoriilor pe care le-a ocupat, în limitele frontierelor provizorii stabilite pentru ea.

### Memorandumul Vix

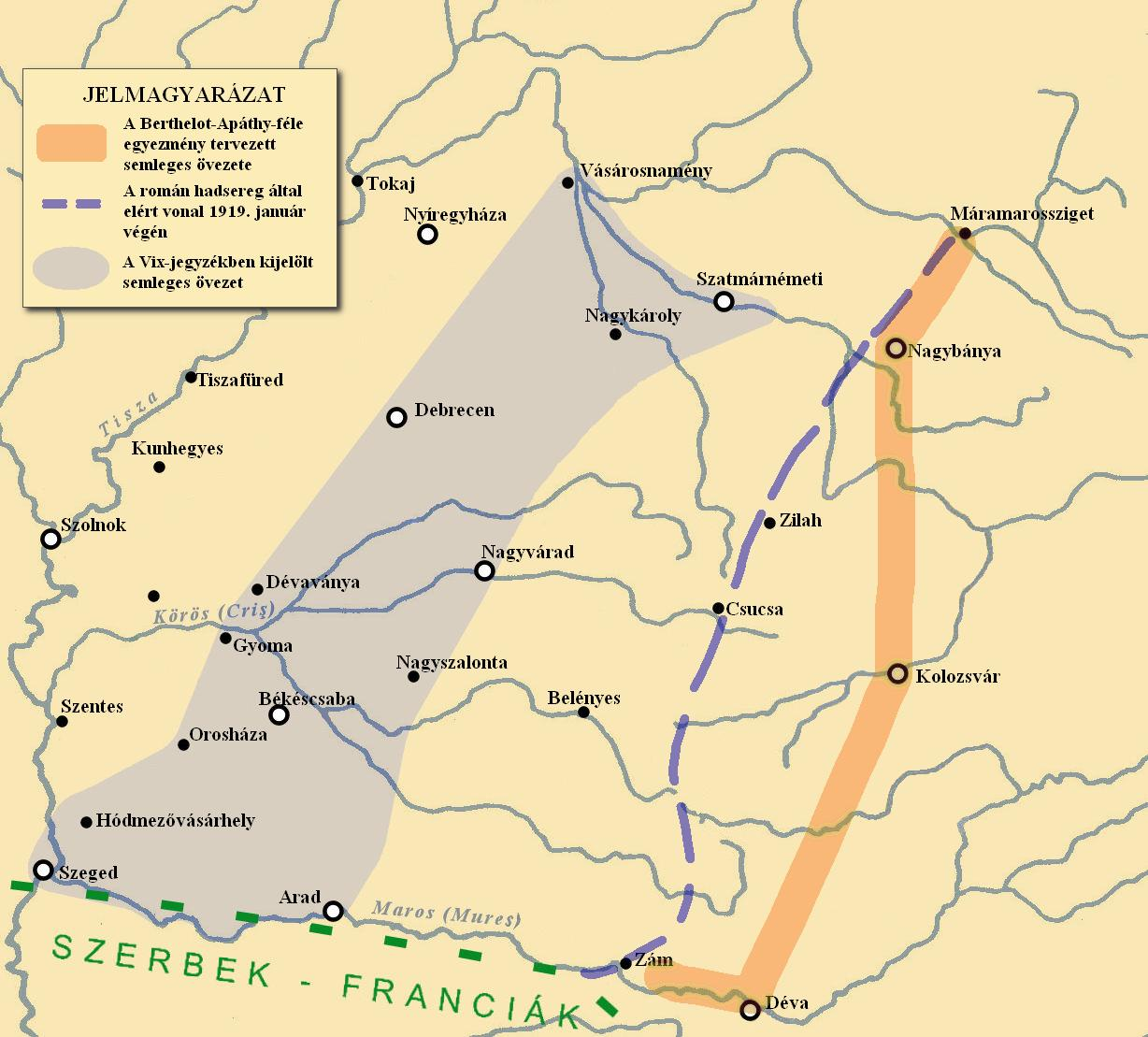
Aliniamentele liniei de demarcație în Transilvania în perioada 1918-1919 hotărâte pe 31 decembrie 1918, 29 ianuarie și 26 februarie 1919. Zona neutră propusă de Aliați în 26 februarie 1919 este figurată cu culoare gri.

#### Context
Nefiind reprezentați la tratative și aflați într-un context în care interesele nu le fuseseră bine reflectate în actul încheiat, românii nu s-au împăcat niciodată cu unele prevederi ale acestuia, în special cu cele care au avut ca subiect trasarea liniei de demarcație și menținerea administrației transilvănene sub control ungar. De cealaltă parte însă, guvernul Károlyi a încercat să prezinte actul drept o recunoaștere a integrității teritoriale a Ungariei.

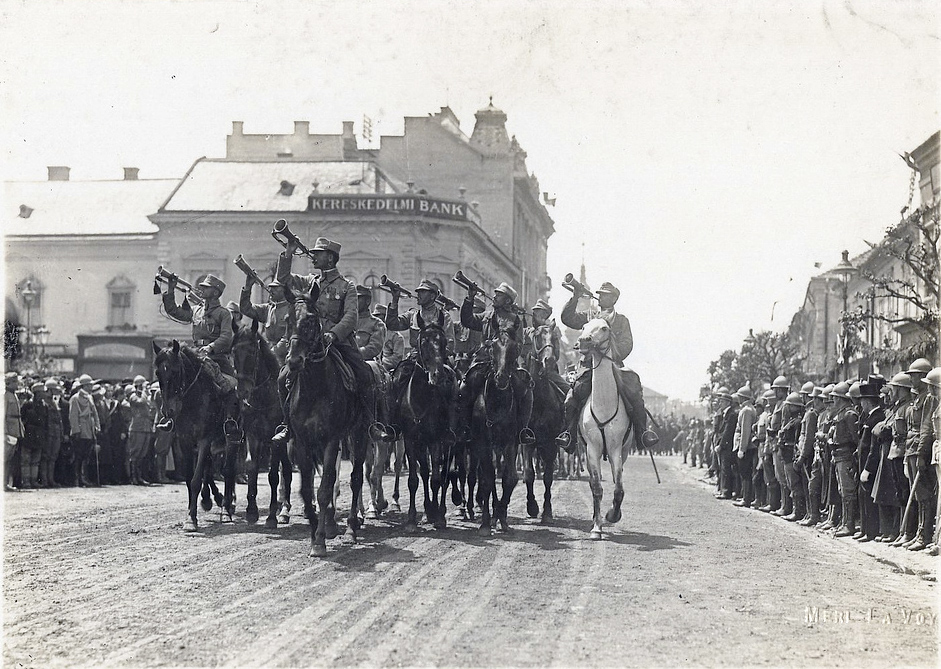
Intrarea Regimentului 16 Dorobanți „Fălticeni” în Cluj în 1918

Într-o primă fază, România fiind recunoscută ca putere aliată a luat parte cu armata sa la ocuparea teritoriilor stabilite prin Convenția de armistițiu, ocupare care s-a finalizat la 15 decembrie 1918. Ca urmare a unor tratative duse cu generalul d'Esperey și cu sprijinul generalului Henri Mathias Berthelot, Armata Română a permit permisiunea de a trece Mureșul pentru a ocupa regiunea Cluj - Gherla - Dej și pentru a înainta până la aliniamentul Baia-Mare - Dej - Cluj- Deva. Acest nou aliniament a fost consemnat prin înțelegerea Berthelot-Apáthy din 31 decembrie 1918 de la Cluj.
Nemaiașteptând hotărârea Conferinței de Pace cu privire la Transilvania, forurile conducătoare ale Regatului României au luat două decizii care au contravenit prevederilor Convenției de la Belgrad. Astfel, la 24 decembrie 1918 Consiliul de Miniștri al României a emis două decrete-legi referitoare la recunoașterea Unirii Transilvaniei cu România și al doilea la organizarea teritoriului transilvănean pînă la definitiva organizare a României Mari, iar la 29 decembrie în același an, Parlamentul României a votat Legea de Unire a Transilvaniei cu România.

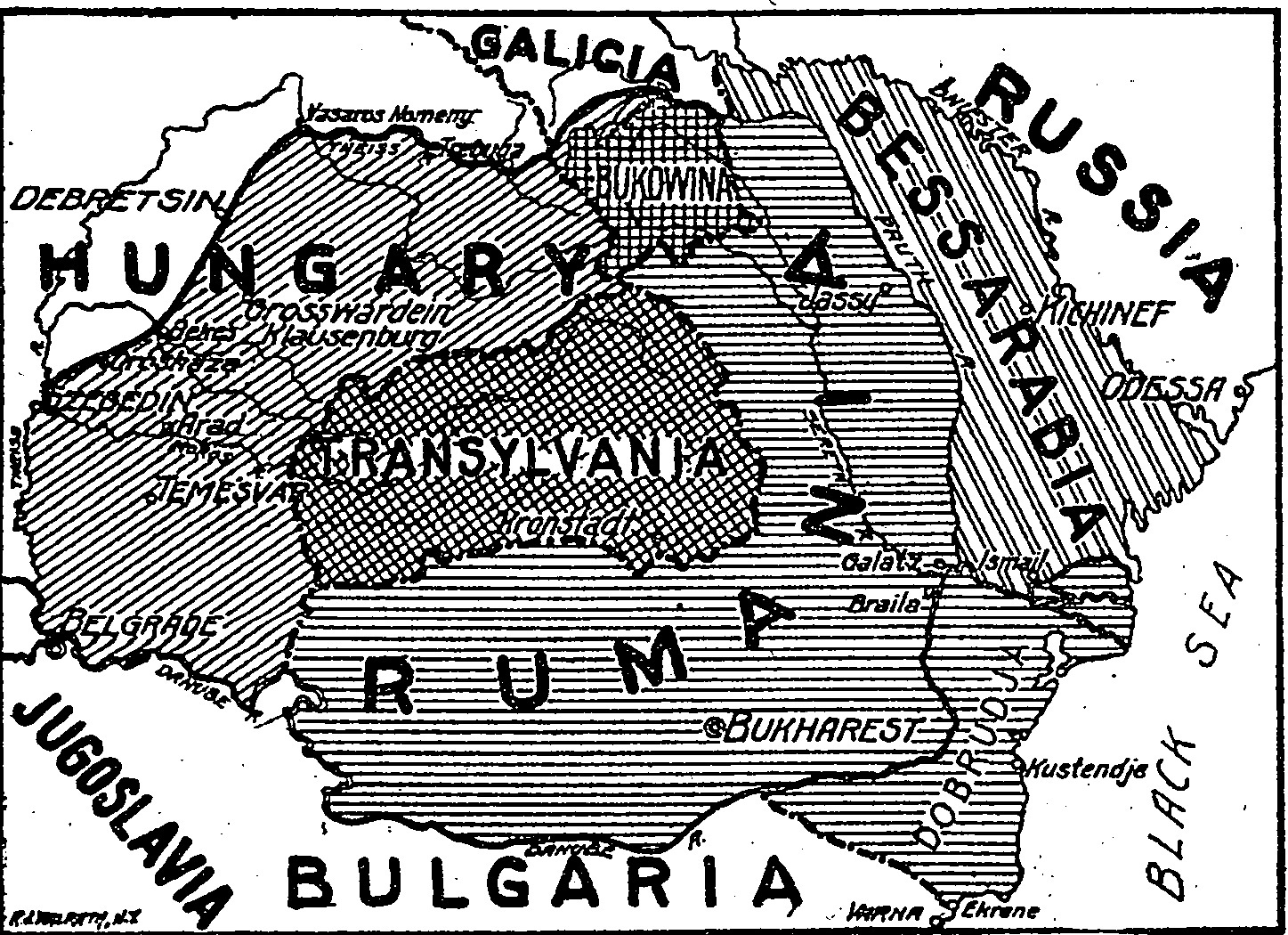
Granițele României, astfel cum fuseseră ele stipulate în tratatul secret semnat în 1916 cu Puterile Antantei (Basarabia nu a fost inclusă în prevederi)

Ca urmare a eforturilor Guvernului României și ale Consiliului Dirigent, linia de demarcație a fost mutată pe aliniamentul Vest de Sighetu Marmației - Cicârlău - Ardusat - Băsești - Chilioara - Crișeni - Panic - Aghireș - Meseșenii de Sus - Șeredei - Pria - Ciucea - Ciuci - Zam. Un ordin din 28 ianuarie al Primului Ministru francez, a determinat fixarea armatelor române pe acest aliniament, situație de provizorat care nu a mulțumit pe de-a-ntregul pe nici unul dintre guvernele ungar și român.
Cu toate că în tot acest timp guvernul ungar a întreprins repetat demersuri, diplomatice, militare și administrative, în speranța împiedicării instituirii controlului românesc asupra Transilvaniei,  practic fără luptă, armata regală română a ocupat întreaga Transilvanie istorică. Incapacitatea Antantei de a respecta acordurile încheiate precum și avansul constant pe teren al trupelor române, au determinat însă guvernul ungar să ia în considerare posibilitatea de rezistență armată.

#### Noua linie de demarcație
Conferința de Pace de la Paris a luat în discuție la începutul anului 1919 elaborarea unui Tratat de Pace cu Ungaria. La 26 februarie, atât ca urmare a presiunilor românești cât și din dorința de a sprijini planurile comandanților militari francezi în ceea ce privește intervenția împotriva Rusiei Sovietice, Conferința a trasat o nouă linie de demarcație ungară-română, aflată mai la vest. Acest aliniament care ar fi urmat să îl înlocuiască efectiv pe cel stabilit la Belgrad, urma să se afle pe linia Satu-Mare - Salonta - Oradea - Carei - Arad. Limita nordică a avansului românesc ar fi urmat să fie râul Someș, iar centrele feroviare principale Arad, Oradea și Satu-Mare urmau să fie excluse de la ocupația militară română, dar „disponibile pentru folosința trupelor române” și pentru românii care trăiau în zonele controlate de Aliați, în scopuri economice.
De asemenea, negociatorii Conferinței au decis crearea unei zone neutre între trupele române și cele ungare, zonă care ar fi urmat să cuprindă Vásárosnamény, Debrețin, Gyoma, Hódmezővásárhely și Szeged. Soldații maghiari ar fi urmat să se replieze 100 km până aproape de râul Tisa, iar administrația ungară din aceste zone ar fi urmat să fie sub supraveghere franceză. Rolul respectivei interpuneri ar fi fost acela de a asigura spatele Armatei Regale Române, destinată să participe la operațiuni împotriva Rusiei Sovietice și, de asemenea să rezerve cale ferată dintre Timișoara - Satu-Mare - Ciop pentru transporturi militare destinate Poloniei.
Retragerea trupelor ungare la vest de limita zonei neutre ar fi trebuit sa debuteze pe 23 martie și să fie finalizată în 10 zile. decizia Conferinței de Pace părând să legitimeze ocupația militară română a Transilvaniei.

#### Înmânarea Memorandumului și efectele acesteia
Forțele aliate aflate sub comanda lui d'Esperey nefiind pregătite pentru a pune în practică pe teren hotărârea Conferinței de Pace, aceasta a fost înmânată oficialităților de la Budapesta cu întârziere. Înmânarea ei s-a făcut de abia pe data de 20 martie 1919 de către locotenent-colonelul francez Vix, motiv pentru care a și fost cunoscută ca „Memorandumul Vix” În acest Memorandum nu a fost precizată o zonă tampon neutră în Rutenia, ceea ce a făcut autoritățile ungare să suspicioneze faptul că românilor și cehoslovacilor li se permite extinderea în această zonă, astfel încât să se ajungă la o graniță comună între cele două națiuni.

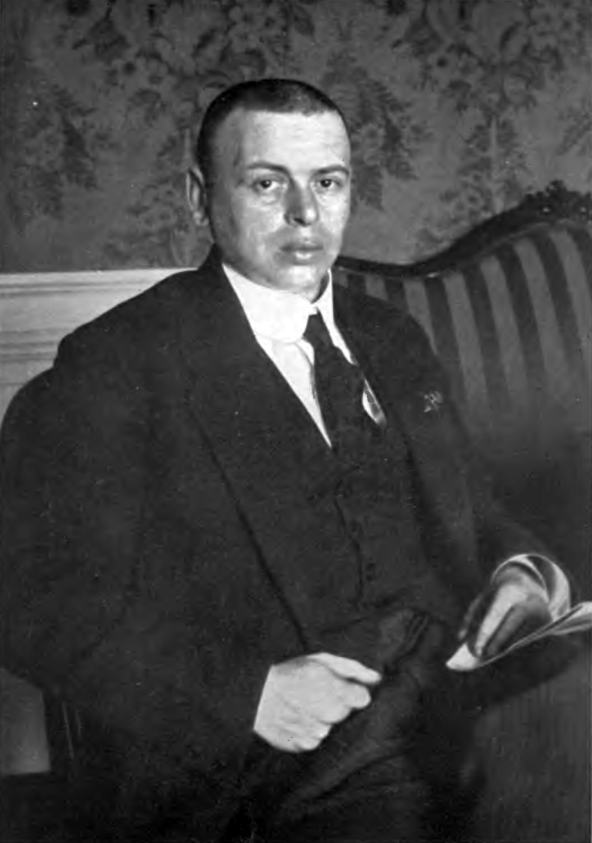
Politicianul comunist maghiar Béla Kun

Decizia s-a dovedit inacceptabilă pentru oficialii maghiari, astfel că aceștia și-au prezentat demisia în frunte cu Károlyi Mihály, care fusese nominalizat între timp provizoriu președintele Republicii. Reprezentanții autonumiți ai proletariatului au găsit astfel locul lăsat liber și la data de 21 martie 1919 în Ungaria a fost proclamată Republica Sfaturilor, noul regim reprezentând ultima șansă în cea ce privește salvarea integrității teritoriale a statului maghiar.

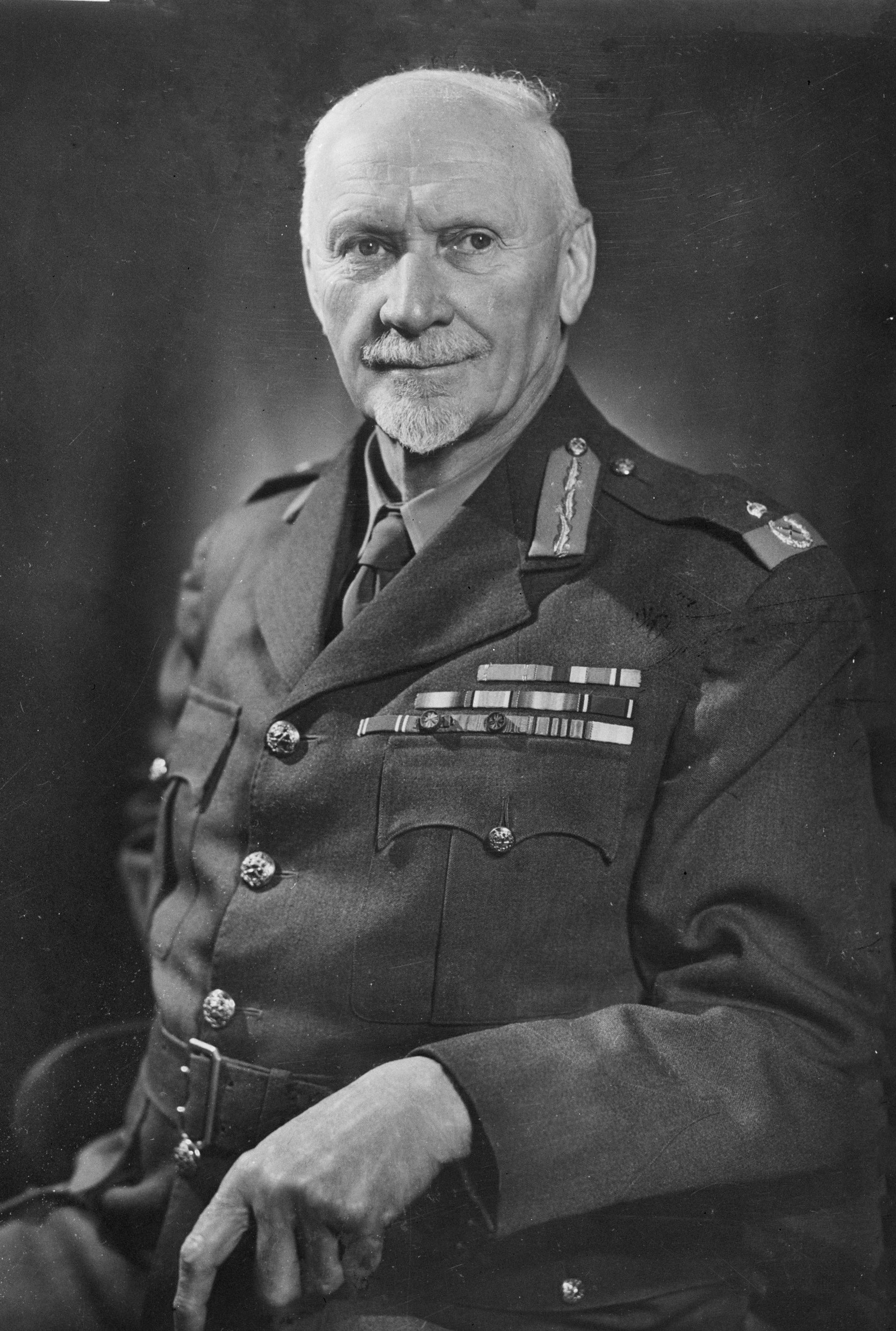
Generalul Jan Christian Smuts, negociator al Conferinței de Pace

Noul regim a căutat să colaboreze militar cu Rusia bolșevică printr-o alianță ofensivă și defensivă și s-a considerat în stare de război cu Cehoslovacia și România. Hotărâți să nu se conformeze notei înmânate de Fernand Vix, ungurii și-a trimis la 28 martie 1919 trupele să atace în Slovacia.
Într-o misiune aflată sub auspiciile Conferinței de Pace
și desfășurată între 4 și 5 aprilie 1919, generalul Jan Christian Smuts a venit la Budapesta cu o propunere către regimul Béla Kun privind o nouă linie de demarcație, aflată 25 de km mai la est de cea stabilită în Memorandumul Vix. Guvernul ungar a respins noile propuneri și a formulat o contrapropunere ce a avut la bază termenii aceluiași Armistițiu de la Belgrad. ceea ce l-a făcut pe generalul Smuts să înceteze convorbirile și să părăseasc Budapesta.
Dorind să asigure atât succesul solicitărilor sale teritoriale prin maximalizarea gradului de ocupare militară cât și să prevină o conexiune între republicile sovietice ungară și rusă precum și răspândirea comunismului în bazinul dunărean, Regatul României a decis să declanșeze ostilitățile împotriva Republicii Sfaturilor în data de 16 aprilie 1919, mai înainte ca aceasta să declanșeze o acțiune ofensivă împotriva trupelor române.

## Elemente de tranziție geopolitică între Convenția de Armistițiu și Conferința de Pace

Mica Înțelegere, formată de Cehoslovacia, România și Regatul Iugoslaviei

Din punct de vedere politic, deși Tratatul de alianță dintre România și Antanta a fost considerat invalid, niciodată nu a fost pus cu adevărat la îndoială faptul că Transilvania va aparține de drept României, ceea a rămas de stabilit fiind doar detaliile de frontieră în conformitate cu limitele etnografice.  Similar, deciziile referitoare la teritoriile slovace fuseseră luate cu mult timp înainte, iar iugoslavilor li se făcuseră promisiuni publice asemănătoare, care trebuiau soluționate. Suplimentar, politica franceză de consolidare a celor 3 state succesoare care au format ulterior Mica Înțelegere, a avut propria viziune asupra viitorului Europei Centrale și al Europei de Sud-Est.
Ungaria s-a așezat la masa păcii înfrântă și marcată de  vinovăția declanșării și susținerii războiului, iar ulterior a fost marcată suplimentar de asocierea sa cu rezistența sa dusă în numele bolșevismului și cu contrareacția împotriva acestuia. De cealaltă parte, vecinii ei din nord, sud și est în calitate de principali potențialii beneficiari ai situației apărute la sfârșitul Marii Conflagrații, au fost de partea celor care au câștigat războiul și au avut superioritatea morală. Mai mult, dorind să semneze un armistițiu în nume propriu, guvernul Károlyi inițise negocieri de pace care nu garantseră integritatea teritorială a Ungariei. Spre diferență de armistițiul semnat la Belgrad, cel semnat la Villa Giusti în numele Austro-Ungariei oferise din punctul de vedere ungar, o asigurare a granițelor și a integritatății teritorială a Ungariei, fără Croația.
Este de remarcat de asemenea că doctrina autodeterminării a servit la justificarea existenței noilor state bazate pe principii naționale și în plus, ca efect al controlului politic și militar pe care au ajuns să îl dețină asupra teritoriilor revendicate, vecinii Ungariei au putut miza ulterior la Conferința de Pace pe redutabilele rezultate ale „politicii faptului împlinit”. 